# Liste von Sakralbauten im Landkreis Bautzen
Die Liste von Sakralbauten im Landkreis Bautzen gibt eine möglichst vollständige Übersicht der im Landkreis Bautzen im Osten des Landes Sachsen vorhandenen relevanten Sakralbauten mit ihrem Status, Adresse, Koordinaten und einer Ansicht (Stand August 2023).

## Kapellen
| Artikel | Beschreibung | Gemeinde               | Ort              | Bild            | Koordinaten                  |
| --- | --- | ---------------------- | ---------------- | --------------- | ---------------------------- |
| Gedenkkapelle Crostwitz Hornigstraße (Ecke Denkmalsweg)                                                                    | Kapelle für 92 Opfer des Ersten Weltkrieges aus der Crostwitzer Pfarrgemeinde; mit Eingangsbedachung und Laterne, im Inneren Darstellung einer Pietà | Crostwitz              | Crostwitz        | Weitere Bilder  | 51° 14′ 18″ N, 14° 14′ 27″ O |
| Ehemaliger Barmherzigkeitsstift und Böhnisch Mausoleum sowie ehemaliger Krankenhausgarten (Gartendenkmal) Am Damm 7        | Breitgelagertes stadtbildprägendes Bauwerk mit klassizistisch gestalteter Fassade, Seitenflügel 1828, ohne Anbauten. Im Innern Kapelle als einziger historischer Raum beachtenswert                                                                              | Kamenz                 | Kamenz           | Weitere Bilder  | 51° 16′ 6″ N, 14° 5′ 31″ O   |
| Evangelische Kapelle Saritsch                                                                                              | Schlichter Bruchsteinbau im neoromanischen Stil, dreiseitig geschlossener Chor, Satteldach mit Glocken-Dachreiter, Saalkirche mit offenem Dachstuhl, baugeschichtlich und ortsgeschichtlich von Bedeutung. Schlichter Natursteinbau, mit Holzgebälk              | Neschwitz              | Saritsch         | Weitere Bilder  | 51° 14′ 5″ N, 14° 19′ 51″ O  |
| Evangelische Pfarrkirche Sabrodt                                                                                           | Kirche aus Backstein mit dreigeschossigem Westturm und abgeknicktem Helmdach, Schiff und Turm mit spitzbogigen Fenstern | Elsterheide            | Sabrodt          |                 | 51° 31′ 21″ N, 14° 16′ 54″ O |
| Feldkapelle bei Ralbitz | Kleiner Kapellenbau am Feldweg zwischen Ralbitz und Rosenthal | Ralbitz-Rosenthal      | Ralbitz          |                 | 51° 17′ 46″ N, 14° 14′ 22″ O |
| Friedhof Bernsdorf Am Friedhof                                                                                             | Sachgesamtheit Friedhof Bernsdorf mit folgenden Einzeldenkmalen: Kapelle, Familiengruft Dudek, ein Grabmal und Einfriedungsmauer mit Friedhofstor sowie die Friedhofsgestaltung                                                                                  | Bernsdorf              | Bernsdorf        | Weitere Bilder  | 51° 22′ 18″ N, 14° 3′ 44″ O  |
| Friedhof Cunewalde (Sachgesamtheit) Kirchweg                                                                               | Sachgesamtheit Friedhof Cunewalde mit folgenden Einzeldenkmalen: Schmeiss'sche Begräbniskapelle, Polenz-Gruft, 24 Grabmale, Lutherstein, Denkmal für die Gefallenen des Krieges von 1870/71 und des Ersten Weltkrieges sowie Toilettenhäuschen                   | Cunewalde              | Cunewalde        | Weitere Bilder  | 51° 6′ 0″ N, 14° 30′ 11″ O   |
| Friedhof Neukirch (Sachgesamtheit) Friedhofsweg 6                                                                          | Sachgesamtheit Friedhof Neukirch mit folgenden Einzeldenkmalen: Friedhofskapelle, ein Grufthaus, 13 Grabanlagen, 3 Grabmale und Toilettenhäuschen, Allee zum Friedhof und Friedhofsgestaltung (Gartendenkmal)                                                    | Neukirch/Lausitz       | Neukirch         | Weitere Bilder  | 51° 5′ 40″ N, 14° 18′ 29″ O  |
| Friedhof Radeberg (Sachgesamtheit) Friedhofstraße                                                                          | Sachgesamtheit Friedhof Radeberg mit folgenden Einzeldenkmalen: Friedhofskapelle, 6 Grabmale, 5 Grabanlagen, Gedenkstätte für die Opfer des Faschismus, Galvanoplastik eines Engels und Friedhofseinfriedung mit Toranlage                                       | Radeberg               | Radeberg         | Weitere Bilder  | 51° 7′ 13″ N, 13° 54′ 55″ O  |
| Friedhofshalle Kotitz, Jan-Kilian-Straße                                                                                   | Schlichter Putzbau über quadratischem Grundriss mit Zeltdach, Halle: quadratischer Grundriss, Putzquaderung, Zeltdach, rundbogiger Eingang mit verziertem schmiedeeisernen Tor, dahinter Holztor                                                                 | Weißenberg             | Kotitz           |                 | 51° 11′ 5″ N, 14° 37′ 28″ O  |
| Friedhofskapelle Radeberg (Friedhofstraße)                                                                                 | Einzeldenkmal der Sachgesamtheit Friedhof Radeberg; baugeschichtlich, künstlerisch und ortshistorisch von Bedeutung. Hellroter Klinkerbau, überkuppelter Zentralbau mit zwei Flügeln und apsisartigem Anbau.                                                     | Radeberg               | Radeberg         | Weitere Bilder  | 51° 7′ 14″ N, 13° 54′ 52″ O  |
| Friedhofskapelle (Großröhrsdorf) Lichtenberger Straße 45                                                                   | Äußerer Friedhof Großröhrsdorf; Kapelle mit kreuzbekröntem Dreiecksgiebel, darin Oculus und neoromanisches Drillingsfenster mit Würfelkapitell-Säulen, größer wiederholt als Eingangsarkatur, Dachreiter                                                         | Großröhrsdorf          | Großröhrsdorf    | weitere Bilder  | 51° 8′ 53″ N, 14° 0′ 34″ O   |
| Friedhofskapelle Hermsdorf/Spree                                                                                           | Bescheidener Rechteckbau mit Stichbogenfenstern 1961–63, gerüstartiger Turm | Lohsa                  | Hermsdorf/Spree  | Weitere Bilder  | 51° 19′ 41″ N, 14° 24′ 16″ O |
| Friedhofskapelle Schirgiswalde                                                                                             | Kapelle in Schirgiswalde-Kirschau, schlichter quadratischer Putzbau mit Stichbogenfenstern, Walmdach und Dachreiter, 1927 | Schirgiswalde-Kirschau | Schirgiswalde    | Weitere Bilder  | 51° 4′ 43″ N, 14° 25′ 55″ O  |
| Friedhofskapelle Spohla 129                                                                                                | Backsteinbau mit Spitzbogenfenstern und Turm, Saal mit dreiseitigem Schluss, Satteldach und Biberschwanzdeckung, Spitzbogenfenster mit originaler Sprossung, dreigeschossiger Turm mit Zierlisenen, originale Fenster                                            | Wittichenau            | Spohla           |                 | 51° 24′ 19″ N, 14° 16′ 34″ O |
| Friedhofskapelle (Schirgiswalde) Wehrsdorfer Straße 16a                                                                    | Ortsgeschichtlich von Bedeutung | Schirgiswalde-Kirschau | Schirgiswalde    | Bild gesucht BW | 51° 4′ 9″ N, 14° 25′ 33″ O   |
| Friedhofskapelle (Halbendorf) Zur Steinbank 14 (ehemals Neue Straße 14)                                                    | Friedhofskapelle eingeschossiges schmales Gebäude mit achtsprossigen schmalen, langen Fenstern, verputzt, Satteldach (hervorkragend) mit einfacher Biberschwanzdachdeckung                                                                                       | Malschwitz             | Halbendorf/Spree |                 | 51° 17′ 55″ N, 14° 33′ 15″ O |
| Kleine Aufbahrungshalle Sohland                                                                                            | Einzeldenkmal der Sachgesamtheit Kirche und Kirchhof Sohland; ortsgeschichtlich von Bedeutung, kleine Aufbahrungshalle in der Kirchhofsmauer | Sohland an der Spree   | Sohland          |                 | 51° 2′ 46″ N, 14° 25′ 41″ O  |
| Friedhofskapelle und Friedhof Protschenberg, Fichteschulweg                                                                | Einzeldenkmale der Sachgesamtheit Friedhofskapelle und Friedhof Protschenberg: Kapelle (1883), ehem. Aufbahrungshalle (1790), ein Grabmal, zwei Grabanlagen, sämtliche schmiedeeiserne Grabanlageneinfriedung                                                    | Bautzen                | Protschenberg    | Weitere Bilder  | 51° 11′ 7″ N, 14° 24′ 54″ O  |
| Friedhofskapelle und ein Grabmal auf dem Friedhof Salzenforst                                                              | Friedhofskapelle und ein Grabmal auf dem Friedhof; baugeschichtlich und ortsgeschichtlich von Bedeutung | Bautzen                | Salzenforst      |                 | 51° 11′ 58″ N, 14° 22′ 12″ O |
| Friedhofskapelle Lauta | Einzeldenkmale der Sachgesamtheit Friedhofskapelle und Friedhof Lauta, Stadt; Kapelle Putzbau mit expressionistischen Elementen | Lauta                  | Lauta            | Bild gesucht BW | 51° 26′ 55″ N, 14° 5′ 41″ O  |
| Friedhofskapelle, Friedhofstorhaus und Leichenhalle Gnaschwitz (Hauptstraße, Ecke Siedlungsweg)                            | Friedhofskapelle, Friedhofstorhaus und Leichenhalle, 1888 (auf Wetterfahne) | Doberschau-Gaußig      | Gnaschwitz       | Weitere Bilder  | 51° 8′ 54″ N, 14° 22′ 3″ O   |
| Friedhofskapelle, Parentationshalle und Gedenkstein für die Toten beider Weltkriege Neben Dorfstraße 61 (auf dem Friedhof) | Kapelle mit Ostturm mit Eingangshalle, ortshistorische Bedeutung. Putzbau mit Rundbogenfenstern, offene Eingangshalle am Turm mit Korbbogen, korbbogiger Eingang mit originaler Tür, Eingangshalle halbrund, sonst Türen rechteckig, Pyramidendach               | Lohsa                  | Weißkollm        | Weitere Bilder  | 51° 25′ 10″ N, 14° 23′ 4″ O  |
| Friedhofskapelle Wittichenau, Kamenzer Straße                                                                              | Drei Betkreuze, ein Grabmal und Kriegerdenkmal für die Gefallenen des Zweiten Weltkrieges. Tempelartige offene Kapelle mit Säulenstellung in Flucht der Hauptallee gelegen, zwei ionische Säulen, beidseitig von Pfeilern mit aufgeputztem Rahmendekor flankiert | Wittichenau            | Wittichenau      |                 | 51° 23′ 0″ N, 14° 14′ 24″ O  |
| Schlosskapelle Brauna | Einzeldenkmal der Sachgesamtheit Schloss und Rittergut Brauna; Herrenhaus dreigeschossig mit Walmdach, Vorderseite mit griechisch gegiebeltem, dreiachsigen Mittelrisalit und Säulenportikus, Kapelle romanisierend, mit Glockentürmchen                         | Kamenz                 | Brauna           |                 | 51° 16′ 46″ N, 14° 2′ 17″ O  |
| Hospitalkirche | Kirche: einfacher Saalbau, Westturm, 1579 als Begräbniskapelle erbaut, 1682 erweitert, 1728 erneuert, Kapelle mit Mansarddach und monumentaler Portalarchitektur als späterer Anbau an die Kirche                                                                | Königsbrück            | Königsbrück      |                 | 51° 15′ 47″ N, 13° 54′ 27″ O |
| Kapelle Naußlitz | Mit spätbarocken Heiligenplastiken, regionalgeschichtlich von Bedeutung | Ralbitz-Rosenthal      | Naußlitz         |                 | 51° 17′ 12″ N, 14° 15′ 7″ O  |
| Kapelle Jauer | Mit betender Muttergottes, kleiner Altar mit Säulen, Putten, Wappenkartuschen (Herz und Kreuz), zwei weitere Marienfiguren, Hl. Franziskus | Panschwitz-Kuckau      | Jauer            |                 | 51° 13′ 46″ N, 14° 10′ 58″ O |
| Kapelle Jägerstraße 11a | Kapelle mit Anbau; baugeschichtlich und ortsgeschichtlich von Bedeutung | Bautzen                | Bautzen          |                 | 51° 10′ 27″ N, 14° 25′ 58″ O |
| Kapelle Preititz | Gewölbter Zentralraum (2,50 m × 3 m), mit Stuckverzierung und Wandbemalung, womöglich von Martin Pötzsch (Baumeister Kirchenanbauten Kleinbautzen und Bautzen), baugeschichtlich und ortsgeschichtlich von Bedeutung                                             | Malschwitz             | Preititz         | Bild gesucht BW | 51° 13′ 15″ N, 14° 32′ 41″ O |
| Kapelle zum Heiligen Kreuz                                                                                                 | Neubau 1964–1969 für die katholische Gemeinde in Schirgiswalde | Schirgiswalde-Kirschau | Schirgiswalde    | Weitere Bilder  | 51° 4′ 33″ N, 14° 24′ 45″ O  |
| Kapelle in Dubring | Schlichter moderner Rechteckbau mit Dachturm in der Dorfmitte | Wittichenau            | Dubring          |                 | 51° 22′ 43″ N, 14° 11′ 1″ O  |
| Kapelle Kuckau | Künstlerisch und regionalgeschichtlich von Bedeutung | Panschwitz-Kuckau      | Kuckau           | Weitere Bilder  | 51° 14′ 16″ N, 14° 12′ 9″ O  |
| Friedhof Elstra mit Leichenhalle und Grabkapelle, Bischofswerdaer Straße                                                   | Einzeldenkmale der Sachgesamtheit Friedhof Elstra, baugeschichtlich und ortsgeschichtlich von Bedeutung. Die Grabkapelle wurde für die 1868 verstorbene Joh. Christ. Eleonore Cramer (Tochter des Stadtrichters Joh. Gottl. Cramer) erbaut.                      | Elstra                 | Elstra           |                 | 51° 13′ 4″ N, 14° 8′ 4″ O    |
| Katholische Bruder-Klaus-Kapelle Schirgiswalde                                                                             | Kleiner Sakralbau mit Türmchen, baugeschichtlich und ortsgeschichtlich von Bedeutung, mit Mittelbetonung, Portal mit Schlussstein, darüber halbrundes Fenster, darüber Nische mit Mariendarstellung, Satteldach mit rötlicher Schieferdeckung                    | Schirgiswalde-Kirschau | Schirgiswalde    | Weitere Bilder  | 51° 4′ 26″ N, 14° 24′ 50″ O  |
| Katholische Kapelle Am Klosterwasser Cannewitz                                                                             | Regionalgeschichtlich von Bedeutung, Hl. Sebastian über Eingang | Panschwitz-Kuckau      | Cannewitz        |                 | 51° 13′ 24″ N, 14° 12′ 18″ O |
| Katholische Kapelle Christ-König Dörgenhausen                                                                              | Historisierend in der Art einer romanischen Kirche, mit Heiligenfigur über dem Portal von Bildhauer Jürgen von Woyski, Beispiel der Kirchenbaukunst nach 1945, baugeschichtlich und künstlerisch bedeutend                                                       | Hoyerswerda            | Dörgenhausen     | Weitere Bilder  | 51° 25′ 0″ N, 14° 13′ 51″ O  |
| Katholische Kapelle Cunnewitz und Bildstock Dorfstraße (Osterreiterweg)                                                    | Gelber Klinkerbau, bau- und regionalgeschichtlich von Bedeutung, Kapelle mit kleinem Glockenturm, barocke Betsäule (Granit) mit Tabernakelaufsatz mit figürlichen Darstellungen und Kreuzbekrönung, bezeichnet mit 1762                                          | Ralbitz-Rosenthal      | Cunnewitz        |                 | 51° 19′ 22″ N, 14° 14′ 11″ O |
| Katholische Kapelle Hoske                                                                                                  | Putzbau mit klassizistischen Formen und Dachreiter, ortsgeschichtlich und straßenbildprägend von Bedeutung, im Sockelbereich rustizierte Spiegel, Gurtgesims, Halbsäulen in toskanischer Ordnung, rundbogige Fenster, Tür und Blendfenster mit Schluss           | Wittichenau            | Hoske            |                 | 51° 21′ 50″ N, 14° 15′ 54″ O |
| Katholische Kapelle Keula Keula 89                                                                                         | Kleiner Putzbau mit neogotischen Elementen, ortsgeschichtlich und religionsgeschichtlich von Bedeutung, spitzbogige Fenster- und Türgewände, südliche Giebelseite mit kräftigen Bekrönungen und Kreuz, Satteldach, Biberschwanzdeckung                           | Wittichenau            | Keula            |                 | 51° 23′ 21″ N, 14° 14′ 37″ O |
| Katholische Kapelle Rachlau Rachlau 24                                                                                     | Putzbau mit spitzbogigen Fenstern und Dachreiter im Zentrum des Dorfes, baugeschichtlich und regionalgeschichtlich von Bedeutung, Satteldach, Biberschwanz-Kronendeckung, offener Dachreiter mit Glocke, abgeknicktes Helmdach                                   | Wittichenau            | Rachlau          |                 | 51° 21′ 15″ N, 14° 16′ 54″ O |
| Katholische Kapelle Saalau Saalau 13                                                                                       | Putzbau mit je drei Rundbogenfenstern an der Längsseite, Turm mit Zeltdach im Norden, kleine Apsis im Süden, baugeschichtlich und regionalgeschichtlich von Bedeutung                                                                                            | Wittichenau            | Saalau           | Bild gesucht BW | 51° 21′ 46″ N, 14° 13′ 59″ O |
| Katholische Kapelle Sollschwitz Sollschwitz 19                                                                             | Kleine barocke Saalkirche mit Dachreiter, am Dorfeingang gelegen, baugeschichtlich und ortsgeschichtlich von Bedeutung. Kleiner Saalbau von 1716, umgebaut 1842. Der Putzbau mit 3/8-Schluss, Satteldach und Dachreiter. Im Inneren flachgedeckt.                | Wittichenau            | Sollschwitz      |                 | 51° 21′ 2″ N, 14° 12′ 51″ O  |
| Katholische Kapelle „Maria am Walde“; Mälzerbergkapelle Am Mälzerberg                                                      | Regionalgeschichtlich von Bedeutung, Stifterkapelle | Schirgiswalde-Kirschau | Schirgiswalde    | Bild gesucht BW | 51° 4′ 30″ N, 14° 26′ 5″ O   |
| Kirche Cosel Ruhlander Straße 10                                                                                           | Evangelische Margarethenkapelle. Putzbau mit Krüppelwalmdach und Dachreiter, innen kleine Empore mit Orgel, Schlichte Saalkirche, 1819 an Stelle eines 1795 abgebrochenen Bauwerks                                                                               | Schwepnitz             | Cosel            |                 | 51° 22′ 42″ N, 13° 56′ 16″ O |
| Marienbrunnen mit überbauter Kapelle Rosenthal                                                                             | Brunnen überbaut mit oktogonaler Kapelle mit Welscher Haube und Laterne, Betkreuz mit Assistenzfigur auf profiliertem Granitsockel, bau- und regionalgeschichtlich von Bedeutung                                                                                 | Ralbitz-Rosenthal      | Rosenthal        | Weitere Bilder  | 51° 17′ 14″ N, 14° 13′ 35″ O |
| Michaeliskapelle Pulsnitz                                                                                                  | Einzeldenkmal der Sachgesamtheit Michaeliskapelle und Friedhof. Seit 1944 mit Altarfront in Sgraffitotechnik von Hans Nadler (Maler). | Pulsnitz               | Pulsnitz         | Weitere Bilder  | 51° 11′ 9″ N, 14° 0′ 56″ O   |
| Michaeliskapelle und Friedhof (Sachgesamtheit) Bahnhofstraße                                                               | Sachgesamtheit Michaeliskapelle und Friedhof mit folgenden Einzeldenkmalen: Kapelle, fünf Wandgrabmale, Rietschel-Grabmal, Hempelsches Grufthaus (zwei Gebäudeteile), Denkmal für die Gefallenen des Krieges 1870/71, Gedenkstätte für die Gefallenen            | Pulsnitz               | Pulsnitz         | Weitere Bilder  | 51° 11′ 10″ N, 14° 0′ 58″ O  |
| Kapelle Sdier | Schlichte Kapelle mit Dachreiter, 20. Jh. | Großdubrau             | Sdier            |                 | 51° 16′ 5″ N, 14° 29′ 39″ O  |
| Friedhof mit Friedhofskapelle Kubschütz                                                                                    | Ortshistorisch von Bedeutung; nach 2014 von der Denkmalliste gestrichen | Kubschütz              | Kubschütz        | Weitere Bilder  | 51° 10′ 9″ N, 14° 30′ 4″ O   |
| Kapelle von Schloss Gaußig                                                                                                 | Schloss: als barocker Bau errichtet, seit 1777 im Besitz der Grafen Schall-Riaucour, um 1800 im palladianischen Klassizismus, neoromanische Kapelle 1894 | Doberschau-Gaußig      | Schloss Gaußig   |                 | 51° 8′ 3″ N, 14° 18′ 57″ O   |
| Schlosskapelle Räckelwitz                                                                                                  | Neuromanischer Kapellenanbau an das barocke Schloss, 1883–85 durch Benediktiner der Beuroner Kongregation erbaut | Räckelwitz             | Räckelwitz       |                 | 51° 15′ 18″ N, 14° 13′ 21″ O |
| St. Adalbert Stift; Krankenhaus Wittichenau                                                                                | Heute Altenheim, repräsentativer Klinkerbau mit aufwendiger ornamentaler Gestaltung, zweigeschossig, mit hohem Sockelgeschoss, Seitenrisalit mit rotem Treppengiebel, Segmentbogenfenster, Eingang                                                               | Wittichenau            | Wittichenau      |                 | 51° 23′ 3″ N, 14° 14′ 24″ O  |
| Sterngewölbe der ehemaligen Kapelle im Gebäude des Kindergartens                                                           | Einzeldenkmal der Sachgesamtheit Rittergut Niedergurig; baugeschichtlich von Bedeutung | Malschwitz             | Niedergurig      | Bild gesucht BW | 51° 13′ 34″ N, 14° 28′ 49″ O |
| Taucherfriedhof und Michaelisfriedhof Bautzen                                                                              | Taucherfriedhof und Michaelisfriedhof: zwei Kapellen, eine Feierhalle, Friedhofskanzlei (Verwaltungsgebäude), neun Grufthäuser, 139 Grabmale, zwei Grabanlagen                                                                                                   | Bautzen                | Bautzen          | Weitere Bilder  | 51° 10′ 56″ N, 14° 26′ 21″ O |
| Votiv-Kapelle mit Dreiecksgiebel                                                                                           | Regionalgeschichtlich von Bedeutung, innen Maria auf Granitsockel | Ralbitz-Rosenthal      | Rosenthal        |                 | 51° 17′ 16″ N, 14° 13′ 18″ O |
| Waldkapelle Oßling | Ehemals alter Lokschuppen im Wald zwischen Oßling und Scheckthal, früher dort Reparatur von Loks der nahe gelegenen Grauwacke-Steinbrüche der Firma Metzner, zur katholischen Kapelle umgebaut                                                                   | Oßling                 | Oßling           | Bild gesucht BW | 51° 22′ 1″ N, 14° 10′ 25″ O  |
| Wegekapelle Liebegaster Weg                                                                                                | Kleine Kapelle mit Kruzifix, im ursprünglichen Aussehen wieder hergestellt, Putzbau, profilierte spitzbogige Türöffnung mit altem Gitter, Satteldach, Biberschwanz-Kronendeckung, Treppengiebel                                                                  | Wittichenau            | Wittichenau      | Bild gesucht BW | 51° 22′ 52″ N, 14° 14′ 3″ O  |

## Kirchengebäude
| Artikel                                                                     | Beschreibung | Gemeinde                   | Ort                | Bild            | Koordinaten                  |
| --------------------------------------------------------------------------- | --- | -------------------------- | ------------------ | --------------- | ---------------------------- |
| Alte Maria-und-Martha-Kirche                                                | Ehemalige Kirche in Bautzen, nach 1888 ersetzt durch neugotischen Neubau | Bautzen                    | Bautzen            |                 | 51° 10′ 51″ N, 14° 25′ 48″ O |
| Alte Pfarrkirche Radibor                                                    | Ehemalige Pfarrkirche in Radibor, nur noch Chor, Sakristei und Erdgeschoss des Turms erhalten, im Innern Holzstatue 14. Jh. und Altar 15. Jh. | Radibor                    | Radibor            | Weitere Bilder  | 51° 14′ 41″ N, 14° 23′ 46″ O |
| Anstaltskirche Arnsdorf                                                     | Kirche der ehemaligen Königlich Sächsischen Pflegeanstalt Arnsdorf; bedeutender, weitgehend unverändert erhaltener Zentralbau des Reformstils | Arnsdorf                   | Arnsdorf           | Weitere Bilder  | 51° 5′ 34″ N, 13° 59′ 50″ O  |
| Betsaal der Herrnhuter Brüdergemeine                                        | Kirchengebäude in Kleinwelka, 1758 erbaut, 1856 erweitert | Bautzen                    | Kleinwelka         | Weitere Bilder  | 51° 12′ 39″ N, 14° 23′ 25″ O |
| Christuskirche                                                              | Dreischiffige Basilika; nach Stadtbrand 1813 bis 1816 unter Verwendung der Umfassungsmauern wieder aufgebaut; verputzter Bruchsteinbau mit geradem Chorschluss | Bischofswerda              | Bischofswerda      | Weitere Bilder  | 51° 7′ 41″ N, 14° 10′ 53″ O  |
| Christuskirche Demitz-Thumitz                                               | Turmlose Saalkirche aus Granit, baugeschichtlich und ortsgeschichtlich von Bedeutung, Taufstein, Altar, Osterleuchter, Kanzel aus Granit | Demitz-Thumitz             | Thumitz            | Bild gesucht BW | 51° 8′ 38″ N, 14° 14′ 38″ O  |
| Dom St. Petri                                                               | Dreischiffige gotische Hallenkirche mit Umgangschor, um 1430, im Langhaus viertes Schiff, als Simultankirche genutzt | Bautzen                    | Bautzen            | Weitere Bilder  | 51° 10′ 57″ N, 14° 25′ 25″ O |
| Dorfkirche Arnsdorf                                                         | Kirche verputzter Bruchsteinbau mit Satteldach und Dachreiter, an der Nordseite eingezogener Chor (Architektur) mit 5/8-Schluss, baugeschichtlich und ortsgeschichtlich von Bedeutung | Arnsdorf                   | Arnsdorf           | Weitere Bilder  | 51° 5′ 50″ N, 13° 59′ 30″ O  |
| Dorfkirche Cunewalde                                                        | Große Saalkirche 1780/87 erbaut, erst 1793 vollständig fertiggestellt. 1887/93 Neugestaltung durch Christian Friedrich Arnold | Cunewalde                  | Cunewalde          | Weitere Bilder  | 51° 5′ 58″ N, 14° 30′ 14″ O  |
| Dorfkirche Höckendorf                                                       | Schlichte im Kern mittelalterliche Saalkirche, beachtliche Ausstattung, historische Orgel 1755 | Laußnitz                   | Höckendorf         | Weitere Bilder  | 51° 13′ 23″ N, 13° 54′ 59″ O |
| Dorfkirche Kleinröhrsdorf                                                   | Schlichte, im Kern spätgotische, barockisierte Saalkirche mit Dachreiter, spätbarocker Altar mit spätgotischem Relief | Großröhrsdorf              | Kleinröhrsdorf     | Weitere Bilder  | 51° 7′ 43″ N, 13° 58′ 28″ O  |
| Dorfkirche Torno                                                            | Kirche in Leippe-Torno, bescheidener Nachkriegs-Neubau um 1950 | Lauta                      | Leippe-Torno       | Weitere Bilder  | 51° 26′ 12″ N, 14° 5′ 39″ O  |
| Dorfkirche Wallroda                                                         | Kleine Saalkirche 17. Jh., steiles Satteldach mit Dachreiter, Innenausstattung 18. Jh., Flügelaltar um 1500 | Arnsdorf                   | Wallroda           | Weitere Bilder  | 51° 6′ 46″ N, 13° 57′ 19″ O  |
| Evangelische Hauptkirche Königsbrück                                        | Ev. Kirche, 1682–89 erbaut durch Christoph Gottschick und Georg Friedrich Spieß, Turm 1719, prächtiger Altar 1692 | Königsbrück                | Königsbrück        | Weitere Bilder  | 51° 15′ 50″ N, 13° 54′ 2″ O  |
| Evangelische Kirche Königswartha                                            | Barocke Saalkirche, im 17. Jh. unter Verwendung von gotischem Mauerwerk erbaut, dreiseitig geschlossener Chor mit Anbauten auf Nord- und Südseite, massiver Westturm mit achteckigem Glockengeschoss | Königswartha               | Königswartha       | Weitere Bilder  | 51° 18′ 36″ N, 14° 19′ 41″ O |
| Stadtkirche Lauta                                                           | Querstehender Putzbau mit gewölbtem Walmdach und Turm an der Südseite, 1924, baugeschichtlich und städtebaulich von Bedeutung | Lauta                      | Lauta              | Weitere Bilder  | 51° 27′ 59″ N, 14° 6′ 27″ O  |
| Evangelische Kirche Neschwitz                                               | Barocke Saalkirche, Putzbau mit geradem Chorschluss, verschiedene Anbauten, an der Nordseite zweigeschossiger Anbau mit geschwungenem Giebel, massiver quadratischer Westturm mit oktogonalem Glockengeschoss (1693), innen: Schiff mit flacher Putzdecke                                                                                 | Neschwitz                  | Neschwitz          | Weitere Bilder  | 51° 16′ 20″ N, 14° 19′ 44″ O |
| Evangelische Kirche Neukirch                                                | Große schlichte Saalkirche, 1723–53 unter der Leitung des Maurermeisters Balthasar Neumann, Turm 1749–53 nach einem Riss des Pfarrers M. Christ. | Neukirch/Lausitz           | Neukirch/Lausitz   | Weitere Bilder  | 51° 5′ 49″ N, 14° 18′ 31″ O  |
| Evangelische Kreuzkirche Bischofswerda                                      | Ehemalige Begräbniskirche, kleine breitgelagerte Saalkirche mit geradem Chorschluss 1647–52 | Bischofswerda              | Bischofswerda      | Weitere Bilder  | 51° 7′ 49″ N, 14° 10′ 52″ O  |
| Evangelische Marienkirche                                                   | Kirche verputzter Bruchsteinbau, Westturm mit Haube und Laterne, an der Südseite spätgotisches Portal vom Vorgängerbau, baugeschichtlich und ortsgeschichtlich von Bedeutung | Bischofswerda              | Goldbach           | Weitere Bilder  | 51° 7′ 10″ N, 14° 8′ 26″ O   |
| Evangelische Pfarrkirche Rammenau                                           | Kleine Saalkirche, 1736–49 errichtet. Restaurierungen 1879, 1986–88. Verputzter Bruchsteinbau mit geradem Chorschluss und kleinem rechteckigem Sakristeibau im Osten von 1836, Walmdach | Rammenau                   | Rammenau           | Weitere Bilder  | 51° 9′ 17″ N, 14° 8′ 6″ O    |
| Evangelische Pfarrkirche Wittichenau                                        | Stark reliefierte Giebelseite mit variiertem Palladio-Motiv, einschiffiger Bau mit Rundbogenfenster bis ins Dach gezogen, kräftige Lisenen, an der Giebelseite vier Pilaster mit Kämpferzone | Wittichenau                | Wittichenau        | Weitere Bilder  | 51° 23′ 1″ N, 14° 14′ 52″ O  |
| Evangelische Pfarrkirche mit Kirchhof Lomnitz                               | Klassizistische Saalkirche, Putzbau mit geradem Chorschluss, Westturm mit oktogonalem Schluss und Zeltdach, | Wachau                     | Lomnitz            | Weitere Bilder  | 51° 11′ 23″ N, 13° 54′ 1″ O  |
| Evangelische Pfarrkirche Leppersdorf                                        | Saalkirche wohl von 1437/59, Umbau 1680, Erneuerungen 1. H. 18. Jh.; verputzter Bruchsteinbau mit Satteldach und hohem Dachreiter, der Chor mit geradem Ostschluss | Wachau                     | Leppersdorf        | Weitere Bilder  | 51° 9′ 2″ N, 13° 57′ 32″ O   |
| Evangelische Pfarrkirche Neukirch                                           | Saalkirche, hohe Rundbogenfenster, oktogonaler Westturm mit Haube, einschiffig, mit geradem Abschluss und flacher Decke, an zwei Seiten umlaufende Doppelempore mit integrierter Orgel, klassizistische Torpfeiler aus Granit | Neukirch (bei Königsbrück) | Neukirch           | Weitere Bilder  | 51° 16′ 56″ N, 13° 58′ 45″ O |
| Evangelische Pfarrkirche Tätzschwitz                                        | Kirche kleiner Putzbau mit Satteldach und Dachreiter, baugeschichtlich und ortsgeschichtlich von Bedeutung, Putzbau mit Segmentbogenfenstern und Anbau mit Pultdach an östlicher Giebelseite, Satteldach mit Dachreiter an der Westseite, hohes Pyramidendach                                                                             | Elsterheide                | Tätzschwitz        |                 | 51° 29′ 9″ N, 14° 6′ 22″ O   |
| Evangelische Pfarrkirche und Friedhof Bretnig                               | Evangelische Pfarrkirche, neoromanische Kirche mit Laufgang an Westfassade, polygonale Apsis im Süden, große Empore an der Südseite, Kreuzrippengewölbe | Großröhrsdorf              | Bretnig            | weitere Bilder  | 51° 8′ 58″ N, 14° 3′ 52″ O   |
| Evangelische Pfarrkirche und Kirchhof Schmorkau                             | Saalkirche, Putzbau mit schmalen Rundbogenfenstern, Westturm, innen doppelte Empore, barocker Kanzelaltar, Reste der Ausstattung von Kandler 1903: Fußboden, Sakristei, Farbglasfenster | Neukirch                   | Schmorkau          |                 | 51° 17′ 49″ N, 13° 55′ 6″ O  |
| Evangelische Pfarrkirche Klix                                               | Stattliche Saalkirche 1893 nach Plan von Theodor Quentin unter Verwendung des barocken Westturms, Putzbau mit eingezogenem Chor und geradem Schluss | Großdubrau                 | Klix               | Weitere Bilder  | 51° 15′ 49″ N, 14° 31′ 27″ O |
| Evangelische Pfarrkirche Großerkmannsdorf                                   | Kirche verputzter Bruchsteinbau mit 5/8-Schluss, Satteldach, zweigeschossiger Westturm auf quadratischem Grundriss mit geschweifter Haube, Saalkirche von 1701/02, Turm 1721, dieser 1864 erneuert, Umbauten und Erneuerungen 1902 und nach Kriegsschäden 1948                                                                            | Radeberg                   | Großerkmannsdorf   | Weitere Bilder  | 51° 5′ 16″ N, 13° 55′ 30″ O  |
| Evangelische Pfarrkirche Großpostwitz                                       | Saalkirche in neobarocken Formen, Umbau nach Plänen von Theodor Quentin unter Einbeziehung des Vorgängerbaus von 1726, Ostturm mit steilem Helm | Großpostwitz               | Großpostwitz       | Weitere Bilder  | 51° 7′ 8″ N, 14° 26′ 23″ O   |
| Evangelische Pfarrkirche Großnaundorf                                       | Saalkirche, Putzbau mit geradem Ostschluss und Rundbogenfenstern, in den Baukörper eingezogener quadratischer Westturm, Satteldach, Einfriedungsmauer aus Feldsteinen, massives Kirchhofstor | Großnaundorf               | Großnaundorf       | Weitere Bilder  | 51° 12′ 10″ N, 13° 56′ 28″ O |
| Dorfkirche Hauswalde                                                        | Barocke Saalkirche mit zweigeschossiger Empore, Herrschaftsloge, quadratischer Westturm mit achteckigem Glockengeschoss, Haube und offener Laterne, wesentliche Erneuerungen im Inneren 1811–1812 und 1826 | Großröhrsdorf              | Hauswalde          | Weitere Bilder  | 51° 9′ 17″ N, 14° 5′ 29″ O   |
| Evangelische Pfarrkirche Lohsa                                              | Barocke Saalkirche mit Westturm und geradem Chorabschluss, Friedhofskapelle weitgehend im ursprünglichen Aussehen erhaltener klassizistischer Bau in qualitätvoller Ausführung (ursprünglich Gruft), 1991 Ort für Gründungsveranstaltung der Stiftung für das sorbische Volk                                                              | Lohsa                      | Lohsa              | Weitere Bilder  | 51° 23′ 1″ N, 14° 24′ 14″ O  |
| Evangelische Pfarrkirche Seifersdorf                                        | Saalkirche, einheitlicher Bau von 1604/05. Restaurierung der Kirche 1892 durch Christian Gottfried Schramm. Turm achteckig mit geschweifter Haube und Laterne | Wachau                     | Seifersdorf        | Weitere Bilder  | 51° 9′ 36″ N, 13° 52′ 50″ O  |
| Evangelische Pfarrkirche Wachau                                             | Große Saalkirche, 1820–23 neu errichtet unter Verwendung des Turmes von 1689. Putzbau mit gerade geschlossenem Chor, die Ecken angeschnitten, einheitliche Stichbogenfenster. Mächtiger Westturm | Wachau                     | Wachau             | Weitere Bilder  | 51° 9′ 28″ N, 13° 54′ 16″ O  |
| Evangelische Stadtkirche Wilthen                                            | Stattliche einschiffige Kirche mit eklektizistischen Elementen, 1901/02 durch Julius Zeißig erbaut, Turm von 1904, quadratischer Turm auf Südwestseite mit Haube und Laterne | Wilthen                    | Wilthen            | Weitere Bilder  | 51° 6′ 4″ N, 14° 24′ 4″ O    |
| Heilige Familie                                                             | Neogotischer Klinkerbau, Architekt: Engelbert Seibertz aus Berlin, mit schmiedeeisernem Eingangstor (1970) von Karl-Heinz Steinbrück, mit Orgel von 1908, Glocken während der Weltkriege eingeschmolzen und erst 1989 ersetzt, 1996–1997 grundlegend saniert                                                                              | Hoyerswerda                | Hoyerswerda        | Weitere Bilder  | 51° 25′ 57″ N, 14° 14′ 29″ O |
| Johanneskirche                                                              | Stattliche dreischiffige Hallenkirche E. 15./A. 16. Jh., um 1850 nach Brand Wiedererrichtung des Turms, Altarretabel aus Zabeltitz | Hoyerswerda                | Hoyerswerda        | Weitere Bilder  | 51° 26′ 16″ N, 14° 14′ 34″ O |
| Johanneskirche Kirschau                                                     | Auf einer Anhöhe stehendes Bauwerk mit charakteristischer Kuppel und Dachreiter, bezeichnet 1922 und 1924, oktogonaler Bau mit Rundbogenfenstern und Vorbauten an West- und Ostseite | Schirgiswalde-Kirschau     | Kirschau           | Weitere Bilder  | 51° 5′ 45″ N, 14° 25′ 36″ O  |
| Johanneskirche Bernsdorf                                                    | Roter Klinkerbau in neugotischen Formen, 1908 erbaut, eingezogener Chor mit dreiseitigem Schluss, Strebepfeiler, viergeschossiger Turm | Bernsdorf                  | Bernsdorf          | Weitere Bilder  | 51° 22′ 11″ N, 14° 3′ 53″ O  |
| Katechismuskirche Kamenz                                                    | Kleine, wehrhaft wirkende Saalkirche mit 3/8-Schluss unmittelbar neben der Marienkirche auf separater Bastion | Kamenz                     | Kamenz             | Weitere Bilder  | 51° 16′ 6″ N, 14° 5′ 43″ O   |
| St. Joseph                                                                  | Katholische Kirche Bernsdorf mit Pfarrhaus, repräsentative Klinkerbauten des Spätklassizismus | Bernsdorf                  | Bernsdorf          | Weitere Bilder  | 51° 22′ 14″ N, 14° 4′ 6″ O   |
| Katholische Kreuzkirche und vier Mord- und Sühnekreuze Bautzener Straße 32  | Kleine Saalkirche von 1780/81. Der Putzbau mit Satteldach und Dachreiter. Im Inneren flachgedeckt. Qualitätvoller geschnitzter Flügelaltar, letztes Viertel 15. Jahrhundert | Wittichenau                | Wittichenau        | Weitere Bilder  | 51° 23′ 2″ N, 14° 14′ 47″ O  |
| Katholische Pfarrkirche Maria Königin des Friedens Demitz-Thumitz           | Saalkirche aus Granit mit ausgeschiedenem Altarraum, seitlich angeordneter Glockenturm, Architekt: Andreas Marquart, Leipzig, 2011 entweiht und ein Jahr später zu Wohnzwecken umgebaut | Demitz-Thumitz             | Thumitz            | weitere Bilder  | 51° 8′ 39″ N, 14° 14′ 38″ O  |
| Katholische Pfarrkirche St. Benno                                           | Saalkirche, spätbarocker Putzbau mit Walmdach und Turm mit Laterne an der Westseite, Saalkirche, oval, Westturm mit oktogonalem Glockengeschoss | Panschwitz-Kuckau          | Ostro              | Weitere Bilder  | 51° 13′ 3″ N, 14° 11′ 23″ O  |
| Katholische Pfarrkirche zur Kreuzerhöhung                                   | Saalbau, Haupteingang mit kannelierten Lisenen, Gesims, Zahnschnitt, Seiteneingang mit Segmentbogen, Fenster mit Vorhangbogen, oktogonaler Turm mit Okuli, Dachhelm. Katholische Kirche zur Kreuzerhöhung | Königsbrück                | Königsbrück        | Weitere Bilder  | 51° 15′ 34″ N, 13° 54′ 6″ O  |
| Kirche Baruth bei Bautzen                                                   | Stattliche Saalkirche 1704/05, Turm 1768, nach Brandschaden 1819 Neuweihe, Verputztes Bauwerk, heller klassizistischet Emporenraum | Malschwitz                 | Baruth bei Bautzen | Weitere Bilder  | 51° 13′ 37″ N, 14° 35′ 37″ O |
| Kirche Bischheim                                                            | Schlichte Saalkirche mit Turm, Fassade mit breiten Putzbändern und hohen Stichbogenfenstern, baugeschichtlich und ortsgeschichtlich von Bedeutung | Haselbachtal               | Bischheim          | Weitere Bilder  | 51° 14′ 18″ N, 14° 2′ 13″ O  |
| Kirche Bluno                                                                | Reizvolle Saalkirche von 1673, Fachwerkbau mit 3/8-Schluss und Satteldach, zweigeschossiger Westturm mit Glockengeschoss | Elsterheide                | Bluno              | Weitere Bilder  | 51° 31′ 27″ N, 14° 13′ 43″ O |
| Kirche Bühlau                                                               | Schlichte Saalkirche mit gerade geschlossenem Chor, verputzter Bruchsteinbau mit steilem Satteldach, hölzerner oktogonaler Dachreiter mit Glockengeschoss und flacher Haube | Großharthau                | Bühlau             | Weitere Bilder  | 51° 5′ 16″ N, 14° 6′ 21″ O   |
| Kirche Burghammer                                                           | Backsteinkirche mit gotisierendem Bauschmuck, profilierte Fenstergewände, originale Fenster und Portaltürblatt | Spreetal                   | Burghammer         |                 | 51° 28′ 36″ N, 14° 22′ 15″ O |
| Kirche Burkau                                                               | Saalkirche mit Glockenturm, 1898 durch den Architekten Theodor Quentin vergrößert und im Innern völlig umgestaltet | Burkau                     | Burkau             | Weitere Bilder  | 51° 10′ 31″ N, 14° 10′ 3″ O  |
| Kirche Cunnersdorf                                                          | Kirche Putzbau mit Mansarddach, flache Westseite mit Eingangsvorbau, dreiseitige flache Apsis, Chorflankenturm mit Uhr, Innenraum einschiffig mit Empore, Pfarrhaus mit Mansardwalmdach auf verwinkeltem Grundriss, Kriegerdenkmal gegenüber dem Westportal                                                                               | Schönteichen               | Cunnersdorf        | Weitere Bilder  | 51° 18′ 59″ N, 14° 3′ 50″ O  |
| Kirche Elstra                                                               | An Stelle eines mittelalterlichen Vorgängerbauwerks unter Einbeziehung älterer Teile wie Turm und Sakristei in den Jahren von 1726 bis 1756 neu errichtet. Im Jahr 1828 Einbau einer Empore, die Turmhaube von 1902. | Elstra                     | Elstra             | Weitere Bilder  | 51° 13′ 17″ N, 14° 7′ 55″ O  |
| Kirche Fischbach                                                            | Kirche schlichter Putzbau mit Satteldach und Dachreiter, baugeschichtlich und ortsgeschichtlich von Bedeutung | Arnsdorf                   | Fischbach          | Weitere Bilder  | 51° 5′ 10″ N, 14° 1′ 2″ O    |
| Kirche Frankenthal                                                          | Schlichte Saalkirche von 1346, 1587 und 1607 erweitert, 1732 neuer Westturm, verputzter Bruchsteinbau mit Satteldach und geradem Chorschluss | Frankenthal                | Frankenthal        | Weitere Bilder  | 51° 7′ 55″ N, 14° 6′ 27″ O   |
| Kirche Geierswalde                                                          | Im Kern 15. Jahrhundert, 1678/79 umfassend barock erneuert, im Innern Emporensaal mit barocker Ausstattung | Elsterheide                | Geierswalde        | Weitere Bilder  | 51° 29′ 41″ N, 14° 7′ 22″ O  |
| Kirche Gersdorf                                                             | Kirche schlichter Putzbau mit Satteldach und gerade geschlossenem Chor, Turm mit Welscher Haube im Süden | Haselbachtal               | Gersdorf           | Weitere Bilder  | 51° 13′ 34″ N, 14° 3′ 32″ O  |
| Kirche Gröditz                                                              | Auf einer Anhöhe gelegene, historistische Saalkirche, 1902 von Theodor Quentin unter Verwendung älterer Teile. | Weißenberg                 | Gröditz            | Weitere Bilder  | 51° 12′ 28″ N, 14° 37′ 27″ O |
| Kirche Grünberg                                                             | Kirche Putzbau mit achteckigem Turm und Welscher Haube, Kirche stark umgebaut, achteckiger Turm mit Welscher Haube, Grabmal Familie Karl Friedrich (1823–1894) und Johanne Wilhelmine (1825–1908) | Ottendorf-Okrilla          | Grünberg           |                 | 51° 9′ 46″ N, 13° 50′ 34″ O  |
| Kirche Großgrabe                                                            | Schlichte Saalkirche 1669 mit barockem Erscheinungsbild, Erweiterung 1720, Turmhelm 1784, 1894 Schiff erhöht | Bernsdorf                  | Großgrabe          | Weitere Bilder  | 51° 20′ 54″ N, 14° 0′ 58″ O  |
| Kirche Großharthau                                                          | Schlichte Saalkirche, verputzter Bruchsteinbau mit 3/8-Schluss und Westturm. Schlichte Saalkirche von 1794. Das Innere flachgedeckt. | Großharthau                | Großharthau        | Weitere Bilder  | 51° 6′ 30″ N, 14° 6′ 27″ O   |
| Kirche Groß Särchen                                                         | Große Saalkirche 1782, Turmabschluss 1927 dat., Orgelprospekt im Kern Ladegast 1867/68, stark verändert, 1995 rest. | Lohsa                      | Groß Särchen       | Weitere Bilder  | 51° 22′ 1″ N, 14° 18′ 26″ O  |
| Kirche Großröhrsdorf                                                        | Barocke Saalkirche in Großröhrsdorf, 2023 durch Brandstiftung bis auf die Umfassungsmauern zerstört. Wiederaufbau vorgesehen | Großröhrsdorf              | Großröhrsdorf      | Weitere Bilder  | 51° 8′ 39″ N, 14° 0′ 56″ O   |
| Kirche Guttau                                                               | Schlichte Saalkirche 1816–22, Putzbau mit Rundbogenfenstern, leicht eingezogenem Chor, Dachreiter, Altar 1822 | Malschwitz                 | Guttau             | Weitere Bilder  | 51° 15′ 30″ N, 14° 33′ 37″ O |
| Kirche Hochkirch                                                            | Barocke Saalkirche mit Turm im Osten, Putzbau mit hohen Rundbogenfenstern, zweigeschossige Logenanbauten an der Süd- und der Nordseite, dreigeschossige Vorhalle im Westen. | Hochkirch                  | Hochkirch          | Weitere Bilder  | 51° 8′ 56″ N, 14° 34′ 13″ O  |
| Kirche Kleinbautzen                                                         | Schlichte Saalkirche E. 1780, wohl Martin Pötzsch, massiver Westturm mit achteckigem Abschluss | Malschwitz                 | Kleinbautzen       | Weitere Bilder  | 51° 12′ 47″ N, 14° 31′ 43″ O |
| Kirche Kleinwolmsdorf                                                       | Spätgot. Saalkirche, verputzter Bruchsteinbau mit eingezogenem Chor, Flachgedeckter Saal mit Holzdecke, Chor mit Netzgewölbe | Arnsdorf                   | Kleinwolmsdorf     | Weitere Bilder  | 51° 5′ 47″ N, 13° 56′ 52″ O  |
| Kirche Laubusch                                                             | Schlichte Saalkirche 1936/38, Klinkerbau mit halbrundem Schluss | Lauta                      | Laubusch           | Weitere Bilder  | 51° 28′ 21″ N, 14° 8′ 20″ O  |
| Kirche Laußnitz                                                             | Schlichte Saalkirche, lang gestreckter Putzbau mit Rundbogenfenstern und 3/8-Schluss, Satteldach mit achteckigem Dachreiter, straßenbildprägende Einfriedungsmauer aus Bruchstein | Laußnitz                   | Laußnitz           |                 | 51° 14′ 30″ N, 13° 52′ 40″ O |
| Kirche Lichtenberg                                                          | Kirche achteckiger Zentralbau 1840/41, verputzter Bruchsteinbau mit Zeltdach, Sakristei im Osten, an der Westseite quadratischer Turm mit achteckigem Glockengeschoss und Helm | Lichtenberg                | Lichtenberg        | Weitere Bilder  | 51° 10′ 40″ N, 13° 58′ 13″ O |
| Kirche Luppa                                                                | Neugotischer Bruchsteinbau E. 19. Jh. mit 3/8-Schluss, heller einschiffiger vierjochiger Innenraum | Radibor                    | Luppa              | Weitere Bilder  | 51° 16′ 0″ N, 14° 23′ 57″ O  |
| Kirche Malschwitz                                                           | Stattliche Saalkirche 1716, Putzbau mit dreiseitigem Chorschluss, Turm mit barockem Kuppelhelm, prachtvoller Kanzelaltar | Malschwitz                 | Malschwitz         | Weitere Bilder  | 51° 14′ 17″ N, 14° 31′ 9″ O  |
| Kirche Medingen                                                             | Kleine Saalkirche romanischen Ursprungs, verputzter Bruchsteinbau, Kirche 1747 erneuert, verputzter Bruchsteinbau Zürnergruft: klassizistisches Grufthaus | Ottendorf-Okrilla          | Medingen           | Weitere Bilder  | 51° 11′ 1″ N, 13° 47′ 25″ O  |
| Kirche Milkel                                                               | Neugotische Saalkirche, im Kern A. 14. Jh., zahlreiche Umbauten, 1857 Neubau unter Einbeziehung älterer Teile, prächtiger Kanzelaltar 1686 | Radibor                    | Milkel             | Weitere Bilder  | 51° 17′ 53″ N, 14° 27′ 29″ O |
| Kirche Nostitz                                                              | Schlichter barocker Putzbau mit Dreiseitschluss, Altar 1680, mehrere aufwändige Epitaphien | Weißenberg                 | Nostitz            | Weitere Bilder  | 51° 9′ 52″ N, 14° 40′ 36″ O  |
| Kirche Obertaubenheim                                                       | Schlichte barocke Saalkirche mit Dachreiter auf Anhöhe, nach Brand 1645 erneuert, Putzbau mit dreiseitig geschlossenem Chor | Sohland an der Spree       | Taubenheim         | weitere Bilder  | 51° 2′ 47″ N, 14° 28′ 51″ O  |
| Kirche Ottendorf-Okrilla                                                    | Saalkirche von E. 14. Jh., eingezogener Chor mit 5/8-Schluss, Chorfenster mit Maßwerk E. 14. Jh., die Rundbogenfenster des Schiffs mit nachgot. Maßwerk | Ottendorf-Okrilla          | Ottendorf-Okrilla  | Weitere Bilder  | 51° 11′ 13″ N, 13° 50′ 1″ O  |
| Kirche Oßling                                                               | Stattliche Saalkirche 1803/05, längsorientiert, Putzbau mit Lisenengliederung und hohem Walmdach | Oßling                     | Oßling             | Weitere Bilder  | 51° 21′ 37″ N, 14° 9′ 58″ O  |
| Kirche Prietitz                                                             | Kleine Saalkirche, anstelle eines Vorgängers 1881 nach Plan von Gotthilf Ludwig Möckel. | Elstra                     | Prietitz           | Weitere Bilder  | 51° 14′ 11″ N, 14° 7′ 59″ O  |
| Kirche Purschwitz                                                           | Wohlproportionierte Saalkirche 1719/22 mit umgebenden Emporen (geschlossen), einemporig, Kreuzaltar in schlichten Formen | Kubschütz                  | Purschwitz         | Weitere Bilder  | 51° 12′ 10″ N, 14° 31′ 21″ O |
| Kirche Quatitz                                                              | Kirche: Basilika im Rundbogenstil des späten 19. Jahrhunderts, Putzbau mit flachen Strebepfeilern und Rundbogenfriesen, eingezogener Chor mit 3/8-Schluss, Satteldach, Kapelle mit Krüppelwalmdach und Turm | Großdubrau                 | Quatitz            | Weitere Bilder  | 51° 13′ 56″ N, 14° 26′ 47″ O |
| Kirche Reichenbach                                                          | Saalkirche, Putzbau mit Segmentbogenportalen, Walmdach mit hölzernem Dachreiter, Fledermausgaupen, baugeschichtlich und geschichtlich von Bedeutung | Haselbachtal               | Reichenbach        | Weitere Bilder  | 51° 14′ 45″ N, 13° 58′ 48″ O |
| Kirche Schmeckwitz                                                          | Evangelische Pfarrkirche. Kleine Saalkirche mit eingezogenem 3/8-Chor, 1901 von Woldemar Kandler errichtet. Schmucklose Putzfassade mit Strebepfeilern, schmale Fenster, abgewalmtes Satteldach. | Räckelwitz                 | Schmeckwitz        | Weitere Bilder  | 51° 15′ 26″ N, 14° 12′ 14″ O |
| Kirche Spreewitz                                                            | Kleine Saalkirche 1688, Fachwerkbau mit 3/8-Schluss, Westturm 2. H. 19. Jh. | Spreetal                   | Spreewitz          | Weitere Bilder  | 51° 30′ 29″ N, 14° 23′ 55″ O |
| Kirche Steinigtwolmsdorf                                                    | Schlichte Saalkirche des späten Klassizismus mit kleinem Querhaus im Osten, eingezogenem Chor mit 3/8-Schluss | Steinigtwolmsdorf          | Steinigtwolmsdorf  | Weitere Bilder  | 51° 3′ 46″ N, 14° 20′ 45″ O  |
| Kirche St. Johannes der Täufer                                              | Schlichte Saalkirche, 1693 nach Osten erweitert und mit heutigem Turm versehen, 1902 Umbau nach Entwürfen Theodor Quentins. | Schmölln-Putzkau           | Schmölln           | Weitere Bilder  | 51° 7′ 30″ N, 14° 14′ 13″ O  |
| Kirche St. Simon und Judas Thaddäus Crostwitz                               | Große Hallenkirche 1772 unter teilweiser Einbeziehung eines Vorgängerbauwerks erbaut | Crostwitz                  | Crostwitz          | Weitere Bilder  | 51° 14′ 15″ N, 14° 14′ 49″ O |
| Kirche Storcha                                                              | Herz-Jesu-Kirche und Kirchhof Storcha; neogotische Pseudobasilika, Hausteinbau mit 3/8-Chorschluss, Nordseite mit hoch aufragendem Turm | Göda                       | Storcha            | Weitere Bilder  | 51° 13′ 22″ N, 14° 17′ 55″ O |
| Kirche Weißenberg                                                           | Evangelische Stadtkirche. Innerhalb des Kirchhofes gelegene, stattliche Saalkirche mit Resten eines romanischen Baus aus dem 13. Jahrhundert, später vielfach verändert. | Weißenberg                 | Weißenberg         | Weitere Bilder  | 51° 11′ 48″ N, 14° 39′ 25″ O |
| Kirche und Kirchhof Kotitz mit Einfriedung Jan-Kilian-Straße 15             | Saalkirche, verputzter Bruchsteinbau, Korbbogenfenster, Walmdach mit Dachreiter und Fledermausgaupen. Schlichte Saalkirche von 1670. 1773 Portalvergrößerung, 1827 Erneuerung des Dachreiters. | Weißenberg                 | Kotitz             | Weitere Bilder  | 51° 11′ 7″ N, 14° 37′ 15″ O  |
| Kirche und Kirchhof Sohland (Sachgesamtheit) Am Kirchberg                   | Saalkirche 1824 nach Plänen von K. C. Eske erbaut, 1846 Westturm. Putzbau mit Rundbogenfenstern und Walmdach | Sohland an der Spree       | Sohland            | weitere Bilder  | 51° 2′ 45″ N, 14° 25′ 43″ O  |
| Kirche Uhyst am Taucher                                                     | Spätbarocke Kirche von 1800/01 auf gestrecktem achteckigen Grundriss, verputzter Bruchsteinbau mit hohen Korbbogenfenstern, an der westlichen Langseite der Turm mit achteckigem Glockengeschoss und Haube | Burkau                     | Uhyst am Taucher   | Weitere Bilder  | 51° 11′ 41″ N, 14° 13′ 9″ O  |
| Kirche zu Crostau                                                           | Schlichte Kirche mit Westturm und zweigeschossig gegliedertem Schiff mit Rundbogenfenstern, 1868 neu erbaut, dabei Orgel von Gottfried Silbermann (1732) und mehrere Grabmale aus dem Vorgängerbau übernommen | Schirgiswalde-Kirschau     | Crostau            | Weitere Bilder  | 51° 4′ 59″ N, 14° 27′ 7″ O   |
| Kirche „Maria am Berge“ Pohla                                               | Saalkirche mit eingezogenem Chor und 3/8-Schluss, verputzter Feldsteinbau mit verschiefertem Satteldach und Dachreiter mit Haube (von 1779). Schlussstein Chortür bezeichnet mit 1334 | Demitz-Thumitz             | Pohla              | Weitere Bilder  | 51° 9′ 51″ N, 14° 13′ 5″ O   |
| Kreuzkirche Radibor                                                         | Im 15. Jh. erbaut, nur Chor mit Dreiachtelschluss erhalten, das Schiff 1896 nach Neubau an anderer Stelle abgerissen, Rest. 1995/96 | Radibor                    | Radibor            | Weitere Bilder  | 51° 14′ 40″ N, 14° 24′ 4″ O  |
| Kreuzkirche Hoyerswerda                                                     | Einfache barocke Saalkirche mit Dachreiter mit Zwiebelhaube, 1836 erneuert, seit 1851 vermutlich mit Altar (1698) der abgerissenen Deutschen Kirche von George Friedrich von Knobelsdorf, 1945 beschädigt, 1985 saniert, seither dem Apostelamt Jesu Christi                                                                              | Hoyerswerda                | Hoyserswerda       | Weitere Bilder  | 51° 26′ 8″ N, 14° 14′ 21″ O  |
| Liebfrauenkirche                                                            | Im Kern gotisch, nach mehrmaliger Zerstörung 1864 um ein Joch nach Westen erweitert, 1897 Umgestaltung in neugotischen Formen. Vierjochiger langgestreckter Rechtecksaal mit 3/8-Schluss. | Bautzen                    | Bautzen            | Weitere Bilder  | 51° 10′ 51″ N, 14° 25′ 44″ O |
| Lutherhaus; Kirchgemeindehaus, sogenannte Notkirche Kirchplatz 3 (Altstadt) | Ein Bau des Notkirchenprogramms nach Ende des 2. Weltkrieges, Architekt: Otto Bartning, Bau teils massiv, teils Holz, als Mehrzweckraum mit verschließbarem Altar an der Langseite konzipiert, baugeschichtlicher und künstlerischer Wert                                                                                                 | Hoyerswerda                | Hoyserwerda        |                 | 51° 26′ 15″ N, 14° 14′ 36″ O |
| Maria Rosenkranzkönigin                                                     | Katholische Pfarrkirche, Neubau 1895 nach Plan von Joseph Campani als neuromanische dreischiffige Basilika | Radibor                    | Radibor            | Weitere Bilder  | 51° 14′ 34″ N, 14° 23′ 48″ O |
| Maria-und-Martha-Kirche                                                     | Neubau der neugotische Hallenkirche anstelle der alten Kirche 1888–91 nach Plänen von Christian Gottfried Schramm | Bautzen                    | Bautzen            | Weitere Bilder  | 51° 10′ 35″ N, 14° 25′ 56″ O |
| Marienkirche                                                                | Schlichte Saalkirche vom Anfang des 18. Jahrhunderts unter Verwendung älterer Teile (erste Erwähnung 1386), 1701–04 Turm, 1706 Erhöhung des Kirchenraumes und Vergrößerung der Fenster, 1845 Verlängerung der Emporen zum Chor hin, Erneuerung von Altar und Kanzel, 1891 letzte große Umgestaltung nach Plänen Theodor Quentins          | Schmölln-Putzkau           | Putzkau            | Weitere Bilder  | 51° 6′ 13″ N, 14° 13′ 14″ O  |
| Marienkirche                                                                | Schlichte Saalkirche, mehrfach umgebaut, heutiger Zustand von 1860; verputzter Bruchsteinbau mit Apsis, rechteckiger Westturm mit oktogonalem Schluss | Hoyerswerda                | Schwarzkollm       | Weitere Bilder  | 51° 25′ 58″ N, 14° 8′ 23″ O  |
| Martinskirche                                                               | Saalkirche verputzter Bruchsteinbau mit Satteldach, an der Westseite quadratischer Turm mit Pyramidendach, frühbarocker Kanzelaltar, Orgel 2. Hälfte 19. Jh. | Bischofswerda              | Großdrebnitz       | Weitere Bilder  | 51° 5′ 23″ N, 14° 9′ 21″ O   |
| Martin-Luther-Kirche                                                        | Kleine Saalkirche mit eingezogenem Chor und halbrunder Apsis wohl romanischen Ursprungs, Glockenturm als Dachreiter, ausgeschiedener Chor, Deckenkassettierung aus 15 mit Heiligen und Propheten bemalten Holztafeln | Großharthau                | Seeligstadt        | Weitere Bilder  | 51° 6′ 5″ N, 14° 2′ 19″ O    |
| Martinskirche Gaußig                                                        | Neoromanische Saalkirche mit barockem Westturm, Putzbau mit geradem Schluss, Strebepfeilern und Satteldach, rundbogige Fenster in zwei Geschossen, mit Holzbalkendecke (Flachdecke), zweiemporig | Doberschau-Gaußig          | Gaußig             | Weitere Bilder  | 51° 8′ 2″ N, 14° 18′ 52″ O   |
| Michaeliskirche                                                             | Kleine spätgotische Hallenkirche, bald nach 1429 als Einstützenraum begonnen, 1498 nach Planänderung als zweijochige dreischiffige Hallenkirche mit Langchor und Turm fertiggestellt. Quadratischer Turm an der Südseite mit wenigen Fensteröffnungen.                                                                                    | Bautzen                    | Bautzen            | Weitere Bilder  | 51° 10′ 52″ N, 14° 25′ 16″ O |
| Michaeliskirche Schmiedefeld                                                | Saalkirche mit zweigeschossiger Empore, große Fensterflächen, Westturm dreigliedrig mit Welscher Haube und Wetterfahne „1818–1978“ | Großharthau                | Schmiedefeld       | Weitere Bilder  | 51° 5′ 13″ N, 14° 4′ 11″ O   |
| Neuapostolische Kirche, Bischofswerda                                       | Schlichter Kirchenneubau 20. Jh. mit Dachreiter | Bischofswerda              | Bischofswerda      | Weitere Bilder  | 51° 7′ 55″ N, 14° 10′ 26″ O  |
| Pfarrkirche St. Laurentius                                                  | Neubau 1882/83 als katholische Pfarrkirche, Innenraum mehrfach umgestaltet | Radeberg                   | Radeberg           | Weitere Bilder  | 51° 6′ 51″ N, 13° 54′ 42″ O  |
| Michaeliskirche                                                             | Neugotische Kirche, erbaut 1896 nach Plan von Julius Zeißig | Schirgiswalde-Kirschau     | Schirgiswalde      | Weitere Bilder  | 51° 4′ 36″ N, 14° 25′ 49″ O  |
| Nikolaikirche Schwepnitz                                                    | Schlichte Saalkirche 1747 unter Verwendung von Resten des Vorgängers erbaut, schlichter Putzbau mit geradem Ostschluss und Satteldach. Turm von 1886. | Schwepnitz                 | Schwepnitz         | Weitere Bilder  | 51° 19′ 56″ N, 13° 57′ 33″ O |
| Stadtkirche Radeberg                                                        | Im Kern spätgotisch, mehrfach Brandschäden, im 18. Jahrhundert wiederhergestellt, Turmneubau 1887/88 | Radeberg                   | Radeberg           | Weitere Bilder  | 51° 7′ 4″ N, 13° 55′ 13″ O   |
| St. Benno                                                                   | Neubau 1923/25 im Stil des Art deco als katholische Pfarrkirche | Bischofswerda              | Bischofswerda      | Weitere Bilder  | 51° 7′ 45″ N, 14° 10′ 35″ O  |
| St. Josef                                                                   | Katholische Pfarrkirche, Neubau 1924/26 im Stil des Brasilianischen Barock | Lauta                      | Lauta              | Weitere Bilder  | 51° 27′ 51″ N, 14° 6′ 24″ O  |
| St. Joseph                                                                  | Ehemalige Scheune eines Dreiseithofes, 1959 zur kath. Kirche geweiht | Ottendorf-Okrilla          | Ottendorf-Okrilla  |                 | 51° 11′ 14″ N, 13° 50′ 16″ O |
| St. Just                                                                    | Im Kern spätromanisch, Hauptbauzeit des heutigen Bauwerks ab 1377, 1542 nach Brand erneuert, gotische Saalkirche mit eingezogenem Chor | Kamenz                     | Kamenz             | Weitere Bilder  | 51° 16′ 18″ N, 14° 5′ 21″ O  |
| Laurentius-Kirche                                                           | Im Kern 14. Jh., nach Dreißigjährigem Krieg 1652 als schlichte turmlose Saalkirche wiederaufgebaut | Lauta                      | Lauta-Dorf         | Weitere Bilder  | 51° 27′ 49″ N, 14° 4′ 18″ O  |
| St. Maria Magdalena Kamenz                                                  | Langgestreckte kleine Saalkirche mit halbrunder Apsis. Eine Kapelle bereits für das 13. Jahrhundert bezeugt. Nach Brand von 1842 bis 1851 wieder aufgebaut. Strebepfeiler, Spitzbogenfenster und Turm aus dieser Zeit. Putzbau mit im Osten abgewalmtem Satteldach und rechteckigem gedrungenem Turm mit geschwungener Haube und Laterne. | Kamenz                     | Kamenz             | Weitere Bilder  | 51° 16′ 27″ N, 14° 6′ 14″ O  |
| St. Marien                                                                  | Stadtbildbestimmende Dominante, vierschiffige gotische Hallenkirche mit reiche Ausstattung. Nach Brand 1275 Neubau an anderer Stelle. Erste Erwähnung eines Marienaltars 1396, Chor letztes V. des 14. Jh. | Kamenz                     | Kamenz             | Weitere Bilder  | 51° 16′ 5″ N, 14° 5′ 41″ O   |
| St. Mariä Himmelfahrt                                                       | Das Schiff 1739–41 an Stelle eines Vorgängerbaus von Zacharias Hoffmann aus Hainspach errichtet. Die beiden zur ursprünglichen Planung gehörenden Westtürme erst 1866–68 von Carl August Schramm aus Zittau in veränderter Form ausgeführt                                                                                                | Schirgiswalde-Kirschau     | Schirgiswalde      | weitere Bilder  | 51° 4′ 42″ N, 14° 25′ 53″ O  |
| St. Mariä Himmelfahrt                                                       | Große dreischiffige Hallenkirche, reiche Ausstattung, unter anderem prachtvoller Barockaltar, Johann-Schadowitz-Grab (Vorbild der Legendenfigur Krabat) | Wittichenau                | Wittichenau        | Weitere Bilder  | 51° 23′ 9″ N, 14° 14′ 41″ O  |
| St. Martin                                                                  | Barocker Kirchenneubau als katholische Pfarrkirche unter dem Patronat des Klosters St. Marienstern 1740–43 neu erbaut | Nebelschütz                | Nebelschütz        | Weitere Bilder  | 51° 15′ 53″ N, 14° 9′ 38″ O  |
| St. Martinskirche Oberlichtenau                                             | Saalkirche, Putzbau mit geradem Schluss, Segmentbogenfenster, Satteldach, Sandsteingrabmal an der östlichen Kirchenwand: Karl Christoph Ziegenbalck, gestorben 1722 | Pulsnitz                   | Oberlichtenau      | Weitere Bilder  | 51° 13′ 11″ N, 13° 59′ 24″ O |
| St. Nicolai                                                                 | Urspr. spätgotische Hallenkirche, der Chor mit 3/8-Schluss, nach Brand 1742 Wiederaufbau als barocker Emporensaal durch Andreas Hünigen. Stattlicher Altar, reicher Rokoko-Orgelprospekt. | Pulsnitz                   | Pulsnitz           | Weitere Bilder  | 51° 10′ 55″ N, 14° 0′ 42″ O  |
| St. Peter und Paul                                                          | Beachtliche gotische Kirche mit charakteristischem landschaftsprägendem Doppelspitzhelm, annähernd quadratische dreischiffige Hallenkirche mit einschiffigem Chor und 3/8-Schluss | Göda                       | Göda               | Weitere Bilder  | 51° 10′ 42″ N, 14° 19′ 6″ O  |
| St.-Barbara                                                                 | Katholische Kirche St. Barbara, langgestrecktes Wirtschaftsgebäude des Domstiftlichen Gutes einschließlich St. Barbara-Kirche | Wilthen                    | Wilthen            | Weitere Bilder  | 51° 6′ 0″ N, 14° 23′ 59″ O   |
| St.-Katharinenkirche Ralbitz                                                | Katholische Pfarrkirche, schmucklose Saalkirche 1752 erbaut, 1906 erneuert und nach Zerstörung 1945 wiederaufgebaut | Ralbitz-Rosenthal          | Ralbitz            | Weitere Bilder  | 51° 18′ 8″ N, 14° 14′ 48″ O  |
| St.-Nikolai-Kirche                                                          | Ruine der gotischen Kirche St. Nikolai, stimmungsvolle Ruine in einem Friedhof, 1407 gestiftet, 1444 geweiht, seit Stadtbrand 1634 Ruine | Bautzen                    | Bautzen            | Weitere Bilder  | 51° 11′ 3″ N, 14° 25′ 21″ O  |
| St.-Trinitatis-Kirche                                                       | Stattliche barocke Saalkirche, 1725 erbaut. 1788 neue Ostwand vor dem Chorschluss, 1800 neue Emporen. Putzbau mit Satteldach, hoher Turm, prachtvoller teilvergoldeter Kanzelaltar | Sohland an der Spree       | Wehrsdorf          | weitere Bilder  | 51° 3′ 23″ N, 14° 23′ 4″ O   |
| Taucherkirche Bautzen                                                       | Begräbniskirche am Rande des Friedhofs an der Taucher, anstelle eines älteren Hospitals 1598/99 Neubau, 1639 durch schwedische Truppen verwüstet, 1662 und 1778/80 wiederhergestellt | Bautzen                    | Bautzen            | Weitere Bilder  | 51° 10′ 52″ N, 14° 26′ 12″ O |
| Wallfahrtskirche Rosenthal                                                  | Große dreischiffige Hallenkirche 1778, Fassadengliederung durch flache Wandpfeiler und Rundbogenfenster, hohes Walmdach, barock ausgestaltet, nach Brandschaden 1945 wieder aufgebaut | Ralbitz-Rosenthal          | Rosenthal          | Weitere Bilder  | 51° 17′ 11″ N, 14° 13′ 36″ O |

## Klostergebäude
| Artikel                               | Beschreibung | Gemeinde          | Ort               | Bild           | Koordinaten                  |
| ------------------------------------- | --- | ----------------- | ----------------- | -------------- | ---------------------------- |
| Kloster der Clarissen Klosterstraße 9 | Klosterkomplex auf längsrechteckigem Grundriss mit mehreren Ausbauten einschließlich Klosterkapelle; Altar und Klinkerschmuckwand der Kapelle von Friedrich Press | Bautzen           | Bautzen           |                | 51° 10′ 21″ N, 14° 26′ 29″ O |
| Kloster St. Marienstern               | Zisterzienserinnen-Kloster, gotische Backstein-Hallenkirche ab 1280, 1716–1732 barock umgebaut und Klostergebäude erweitert                                       | Panschwitz-Kuckau | Panschwitz-Kuckau | Weitere Bilder | 51° 13′ 58″ N, 14° 12′ 5″ O  |
| Klosterkirche St. Annen               | Ehemals Kirche des Franziskaner-Klosters, schlichte gotische dreischiffige Halle, jetzt als Museum sakraler Kunst eingerichtet                                    | Kamenz            | Kamenz            | Weitere Bilder | 51° 16′ 17″ N, 14° 5′ 40″ O  |
| Mönchskirche                          | Ehemalige Franziskanerklosterkirche, gotische Kirchenruine, durch Wasserturm 1878/93 beeinträchtigt                                                               | Bautzen           | Bautzen           | Weitere Bilder | 51° 10′ 56″ N, 14° 25′ 19″ O |

## Pfarrhäuser
| Artikel                                                        | Beschreibung | Gemeinde               | Ort                  | Bild            | Koordinaten                  |
| -------------------------------------------------------------- | --- | ---------------------- | -------------------- | --------------- | ---------------------------- |
| Domstiftsgebäude Bautzen                                       | Nördlich vom Dom gelegener, barocker, hufeisenförmiger Hof, ehemals Sitz des katholischen Domstifts | Bautzen                | Bautzen              | Weitere Bilder  | 51° 10′ 59″ N, 14° 25′ 24″ O |
| Bezirkskirchenamt / Villa August-Bebel-Platz (Bautzen) 10      | Bezirkskirchenamt / Villa; prägt repräsentativen Charakter des Platzes mit, städtebaulich und platzbildprägend von Bedeutung | Bautzen                | Bautzen              |                 | 51° 10′ 37″ N, 14° 25′ 55″ O |
| Pfarrhaus Schmölln                                             | Schlichter Putzbau mit Krüppelwalmdach, baugeschichtlich und ortsgeschichtlich von Bedeutung, zweigeschossig, sieben Achsen | Schmölln-Putzkau       | Schmölln             | Weitere Bilder  | 51° 7′ 30″ N, 14° 14′ 15″ O  |
| Pfarrhaus Großnaundorf                                         | Obergeschoss Fachwerk, bezeichnet im Türsturz mit Jahr und „Lasset die Kindlein zu mir kommen“, Krüppelwalmdach, segmentbogiges Sandsteinportal, Sandsteinfenstergewände                                                                                       | Großnaundorf           | Großnaundorf         |                 | 51° 12′ 12″ N, 13° 56′ 28″ O |
| Ehemaliges Pfarrhaus Putzkau                                   | Barocker Putzbau mit Krüppelwalmdach | Schmölln-Putzkau       | Putzkau              | Weitere Bilder  | 51° 7′ 25″ N, 14° 14′ 15″ O  |
| Pfarramt und Pfarrhaus Wittichenau                             | Nebengebäude mit Aussegnungshalle im Erdgeschoss und repräsentativem Raum mit Holzbalkendecke im Obergeschoss, Pfarrhaus als repräsentativer Baukörper im Kontext der Kirche, Nebengebäude                                                                     | Wittichenau            | Wittichenau          | Bild gesucht BW | 51° 23′ 8″ N, 14° 14′ 42″ O  |
| Katholisches Pfarrhaus Pfarrei St. Joseph                      | Putzbau mit markanter Eckausbildung | Lauta                  | Lauta                | Bild gesucht BW | 51° 27′ 52″ N, 14° 6′ 26″ O  |
| Lutherhaus Bautzen                                             | Pfarrhaus der St.-Petri-Gemeinde; um 1935, Farbglasfenster | Bautzen                | Bautzen              |                 | 51° 10′ 41″ N, 14° 25′ 38″ O |
| Neues Pfarrhaus Medingen                                       | Putzbau im Stil des Späthistorismus, baugeschichtlich und ortsgeschichtlich von Bedeutung, villenartiger Bau (1904). Architekt: Martin Pietzsch. | Ottendorf-Okrilla      | Medingen             | Weitere Bilder  | 51° 10′ 58″ N, 13° 47′ 22″ O |
| Pfarrhaus Baruth bei Bautzen                                   | Pfarrhaus breit gelagerter Putzbau mit steilem Walmdach und Fledermausgaupen, betonte Mitte durch Pilasterordnung, Nebengebäude Putzbau mit Krüppelwalmdach, Anbau vermutlich Backhaus                                                                         | Malschwitz             | Baruth bei Bautzen   | Weitere Bilder  | 51° 13′ 36″ N, 14° 35′ 36″ O |
| Pfarrhof Göda                                                  | Pfarrhaus breitgelagerter stattlicher Bau mit Krüppelwalmdach und vielen Fledermausgaupen, originale Fenster, Vorhäuschen an Giebelseite | Göda                   | Göda                 |                 | 51° 10′ 46″ N, 14° 18′ 54″ O |
| Pfarrhaus Wilthen                                              | Pfarrhaus Obergeschoss Fachwerk verschiefert, Rückseite verbrettert, Nebengebäude mit Stall- und Scheunenteil, Remise und Wohnteil an der Straße, Klinker, Gebäude bilden ein Ensemble mit Kirche und Kirchhof. Pfarrhaus                                      | Wilthen                | Wilthen              |                 | 51° 6′ 3″ N, 14° 24′ 6″ O    |
| Pfarrhaus Spreewitz                                            | Eingeschossiger Putzbau mit Souterrain (hier vergitterte Fenster), Gesims, Ecklisenen, profilierte Fenstergewände mit Schlussstein, kräftiges Traufgesims | Spreetal               | Spreewitz            | Bild gesucht BW | 51° 30′ 29″ N, 14° 24′ 7″ O  |
| Pfarrhaus Großharthau                                          | Zeittypischer Putzbau mit reicher Dachlandschaft | Großharthau            | Großharthau          |                 | 51° 6′ 29″ N, 14° 6′ 28″ O   |
| Pfarrhaus Gaußig                                               | Zweigeschossiger Massivbau mit Putzgliederung und Krüppelwalmdach mit Fledermausgaupen, Putzgliederung und Krüppelwalmdach, einfache Biberschwanzdeckung, Rustika                                                                                              | Doberschau-Gaußig      | Gaußig               |                 | 51° 8′ 1″ N, 14° 18′ 52″ O   |
| Pfarrhaus Thumitz                                              | Wohl zusammen mit den Kirchen errichtet, im zeitgenössischen Segmentbogenstil, ursprünglich im Aussehen, baugeschichtlich und sozialgeschichtlich von Bedeutung. Eineinhalbgeschossiger massiver Putzbau mit Giebel in der Mittelachse                         | Demitz-Thumitz         | Thumitz              | Bild gesucht BW | 51° 8′ 37″ N, 14° 14′ 38″ O  |
| Pfarrhaus Großdrebnitz                                         | Obergeschoss Fachwerk verschiefert, baugeschichtlich und ortsgeschichtlich von Bedeutung | Bischofswerda          | Großdrebnitz         | Weitere Bilder  | 51° 5′ 24″ N, 14° 9′ 22″ O   |
| Pfarrhaus Putzkau                                              | Schlichter Putzbau mit Gurtgesims, Satteldach, baugeschichtlich und ortsgeschichtlich von Bedeutung, zweigeschossig mit Stockgesims | Schmölln-Putzkau       | Putzkau              |                 | 51° 6′ 11″ N, 14° 13′ 11″ O  |
| Pfarrhaus Bernsdorf                                            | Eines der wenigen Beispiele für ein Gebäude im Schweizerstil im Ort, baugeschichtlich und ortsgeschichtlich von Bedeutung | Bernsdorf              | Bernsdorf            | Weitere Bilder  | 51° 22′ 15″ N, 14° 3′ 56″ O  |
| Pfarrhaus Prietitz                                             | Obergeschoss Fachwerk verbrettert, baugeschichtlich und ortsgeschichtlich von Bedeutung, Granittürstock, Krüppelwalmdach, Tür original | Elstra                 | Prietitz             | Bild gesucht    | 51° 14′ 15″ N, 14° 8′ 5″ O   |
| Pfarrhaus Wehrsdorf                                            | Wohnstallhaus Obergeschoss Fachwerk verbrettert, repräsentativ, baugeschichtlich von Bedeutung, Krüppelwalmdach mit Fledermausgaupen, Erdgeschoss Granitgewände                                                                                                | Sohland an der Spree   | Wehrsdorf            |                 | 51° 3′ 20″ N, 14° 23′ 5″ O   |
| Pfarrhaus Guttau                                               | Giebel zum Teil verbrettert, Krüppelwalmdach mit Fledermausgaupen, doppelte Biberschwanzdeckung, Westseite verbrettert, erstes Obergeschoss Fachwerk | Malschwitz             | Guttau               | Weitere Bilder  | 51° 15′ 33″ N, 14° 33′ 39″ O |
| Pfarrhaus Großpostwitz                                         | Putzbau mit Drempel, ortshistorische Bedeutung, zweigeschossiger massiver Putzbau mit Drempel, flaches Satteldach mit zwei alten Blitzableitern, Wand-Öffnung-Verhältnis weitgehend intakt                                                                     | Großpostwitz           | Großpostwitz         | Bild gesucht    | 51° 7′ 10″ N, 14° 26′ 24″ O  |
| Pfarrhaus Johanneskirche Hoyerswerda                           | Schlichter Putzbau mit Walmdach, im traditionalistischen Stil der Nachkriegszeit, Wiederaufbau nach dem 2. Weltkrieg, da altes Pfarrhaus durch Bomben zerstört, ortsgeschichtlich von Bedeutung                                                                | Hoyerswerda            | Hoyerswerda          |                 | 51° 26′ 15″ N, 14° 14′ 34″ O |
| Ev. Pfarrhaus Bischofswerda                                    | Schlichtes zweigeschossiges Bauwerk, 20. Jh. | Bischofswerda          | Bischofswerda        |                 | 51° 7′ 40″ N, 14° 10′ 52″ O  |
| Pfarrhaus Ottendorf-Okrilla                                    | Putzbau mit spätklassizistischer Fassade, baugeschichtlich und ortsgeschichtlich von Bedeutung. Die Datierung 1848 steht bestimmt über dem Eingang. | Ottendorf-Okrilla      | Ottendorf-Okrilla    | Bild gesucht    | 51° 11′ 14″ N, 13° 50′ 3″ O  |
| Pfarrhaus Milkel                                               | Massives, zweigeschossiges Pfarrhaus mit steilem Walmdach, Resten von Putzgliederung und profiliertem Granitportal, ortsgeschichtlich von Bedeutung und weitgehend ursprünglich erhalten, alte Biberschwanzdeckung, Winterfenster                              | Radibor                | Milkel               | Bild gesucht    | 51° 17′ 54″ N, 14° 27′ 30″ O |
| Pfarrhaus Königswartha                                         | Stattlicher barocker Putzbau mit hohem Walmdach, baugeschichtlich und ortsgeschichtlich von Bedeutung | Königswartha           | Königswartha         |                 | 51° 18′ 36″ N, 14° 19′ 38″ O |
| Pfarrhaus Crostau                                              | Obergeschoss Fachwerk verschiefert, Krüppelwalmdach, Schieferdeckung, Sprossenfenster, Türgewände mit Schlussstein | Schirgiswalde-Kirschau | Crostau              | Bild gesucht BW | 51° 5′ 0″ N, 14° 27′ 5″ O    |
| Pfarrhaus Elstra                                               | Baugeschichtlich und ortsgeschichtlich von Bedeutung, zweigeschossig, Krüppelwalmdach, Segmentbogenportal mit Verdachung | Elstra                 | Elstra               | Bild gesucht BW | 51° 13′ 16″ N, 14° 7′ 58″ O  |
| Pfarrhaus Frankenthal                                          | Weitgehend authentisch erhaltenes Pfarrhaus 1891/92 als Ersatz eines Vorgängerbaus von 1653 errichtet als zweigeschossiger Bruchsteinbau mit flachem, schiefergedecktem Walmdach                                                                               | Frankenthal            | Frankenthal          |                 | 51° 7′ 55″ N, 14° 6′ 25″ O   |
| Pfarrhaus Klix                                                 | Putzbau mit Krüppelwalmdach, baugeschichtlich und ortsgeschichtlich von Bedeutung, zweigeschossiger massiver Putzbau | Großdubrau             | Klix                 |                 | 51° 15′ 50″ N, 14° 31′ 29″ O |
| Pfarrhaus St. Marien                                           | Ortsgeschichtlich von Bedeutung, straßenbildprägend, zweigeschossig, schlichte Fassadengestaltung | Kamenz                 | Kamenz               |                 | 51° 16′ 7″ N, 14° 5′ 42″ O   |
| Pfarrhaus Taubenheim                                           | Baugeschichtlich und ortsgeschichtlich von Bedeutung, massiver Bau mit Granitgewänden, Korbbogenportal, Krüppelwalmdach mit Schieferdeckung, Lage: auf dem Pfarrberg neben Kirche und Kirchhof                                                                 | Sohland an der Spree   | Taubenheim           |                 | 51° 2′ 47″ N, 14° 28′ 53″ O  |
| Pfarrhaus Kleinwelka                                           | Pfarrhaus (ohne Anbauten); baugeschichtlich und ortsgeschichtlich von Bedeutung | Bautzen                | Kleinwelka           |                 | 51° 12′ 41″ N, 14° 23′ 25″ O |
| Pfarrhaus St. Marien                                           | Baugeschichtlich und ortsgeschichtlich von Bedeutung, breitgelagerter zweigeschossiger Putzbau, steiles Krüppelwalmdach mit Fledermausgauben | Kamenz                 | Kamenz               |                 | 51° 16′ 6″ N, 14° 5′ 43″ O   |
| Pfarrhaus St. Maria Magdalena                                  | Katholisches Pfarrhaus, schlichter klassizistischer Bau, ortsgeschichtlich von Bedeutung, zweigeschossig, Mittelrisalit, Lisenengliederung | Kamenz                 | Kamenz               |                 | 51° 16′ 26″ N, 14° 6′ 14″ O  |
| Pfarrhaus Fischbach                                            | Obergeschoss Fachwerk verbrettert, Geburtshaus von Johann Joachim Kändler (1706), baugeschichtlich und ortsgeschichtlich von Bedeutung. | Arnsdorf               | Fischbach            |                 | 51° 5′ 9″ N, 14° 1′ 3″ O     |
| Pfarrhaus Bretnig                                              | Putzbau mit Reformstilelementen der Zeit um 1910, zweigeschossiges, massives Gebäude auf unregelmäßigem Grundriss mit hohem Dreiecksgiebel an der Eingangsfront, Mansardwalmdach mit Fledermausgauben                                                          | Großröhrsdorf          | Bretnig              |                 | 51° 8′ 58″ N, 14° 3′ 56″ O   |
| Pfarrhaus Kirschau                                             | Putzbau mit Walmdach, bildet mit der Johanneskirche ein Ensemble, wohl gleichzeitig | Schirgiswalde-Kirschau | Kirschau             |                 | 51° 5′ 45″ N, 14° 25′ 35″ O  |
| Pfarrhaus Weißenberg                                           | In Hanglage, baugeschichtlich und ortsgeschichtlich von Bedeutung, asymmetrischer, voluminöser Baukörper, reiche Dachformen (Mansarddach), vorwiegend originale Fenster, große Zwillingsfenster im Mansarddach, darüber schlichte, geschweifte Giebel          | Weißenberg             | Weißenberg           | Bild gesucht    | 51° 11′ 46″ N, 14° 39′ 25″ O |
| Pfarrhaus Oßling                                               | Mächtiger zweigeschossiger Putzbau mit Krüppelwalmdach, Türgewände mit Korbbogen, schöne Haustür (um 1900), baugeschichtlich und ortsgeschichtlich von Bedeutung, Portal bezeichnet mit „1785 I.L.“                                                            | Oßling                 | Oßling               | Bild gesucht    | 51° 21′ 41″ N, 14° 9′ 56″ O  |
| Pfarrhaus Oberlichtenau                                        | Obergeschoss Fachwerk, Andreaskreuze, Sandsteingewände, Granittrog mit Brunnen (Trog bezeichnet IGR 1815), baugeschichtlich, ortsgeschichtlich und ortsbildprägend von Bedeutung                                                                               | Pulsnitz               | Oberlichtenau        | Bild gesucht    | 51° 13′ 10″ N, 13° 59′ 25″ O |
| Pfarrhaus Reichenbach                                          | Wohnstallhaus, im Obergeschoss an der Ostseite Fachwerk mit Lehmausfachung, an Westseite ausgemauert, Giebel verbrettert, Krüppelwalmdach, Granitgewände | Haselbachtal           | Reichenbach          | Weitere Bilder  | 51° 14′ 43″ N, 13° 58′ 49″ O |
| Pfarrhaus Schirgiswalde                                        | Zweigeschossiges Gebäude, Mansarddach mit einfacher Biberschwanzdeckung, symmetrische Fassadengliederung, Mittelbetonung durch Dreiecksgiebel mit Okulus | Schirgiswalde-Kirschau | Schirgiswalde        | Bild gesucht    | 51° 4′ 42″ N, 14° 25′ 55″ O  |
| Pfarrhaus Pulsnitz Kirchplatz 1                                | Das in halboffener Bebauung stehende Pfarramt mit verputzter und bedachter Einfriedungsmauer aus Bruchstein und zwei Eingangspfeilern wurde im Kern im 16. Jahrhundert erbaut, Walmdach, Dachhäuschen.                                                         | Pulsnitz               | Pulsnitz             |                 | 51° 10′ 56″ N, 14° 0′ 43″ O  |
| Pfarrhaus Pulsnitz Kirchplatz 2                                | Barock, Mansarddach, Dachhäuschen. Das Mitte des 18. Jahrhunderts erbaute, in halboffener Bebauung stehende Pfarrhaus befindet sich auf dem gleichen, von einer verputzten und bedachten Mauer                                                                 | Pulsnitz               | Pulsnitz             |                 | 51° 10′ 56″ N, 14° 0′ 42″ O  |
| Pfarrhaus Ralbitz                                              | Ortsgeschichtlich von Bedeutung, Granitsockel und Sandsteinprofile, Spitzbogenfenster mit Profilen, Mittelrisalit mit Giebel | Ralbitz-Rosenthal      | Ralbitz              |                 | 51° 18′ 8″ N, 14° 14′ 50″ O  |
| Pfarrhaus Storcha                                              | Im neogotischen Stil errichteter Putzbau mit Eckquaderung, Wohnhaus mit zwei Geschossen, mit Seitenrisalit, neugotisierende Ornamentik, steiles, abknickendes Satteldach, mit Wappen und Inschrift                                                             | Göda                   | Storcha              |                 | 51° 13′ 22″ N, 14° 17′ 57″ O |
| Pfarrhaus Radeberg                                             | Baugeschichtlich und ortsgeschichtlich von Bedeutung. Breitgelagertes Haus mit Walmdach. Originales schönes Portal und ebensolche Haustür. Hintergebäude mit gebrochenem Dach, laut ALK-Daten Hausnr. 7                                                        | Radeberg               | Radeberg             |                 | 51° 7′ 6″ N, 13° 55′ 13″ O   |
| Pfarrhaus Neschwitz                                            | Ehemaliges Diakonat, stattliches Barockhaus mit hohem Mansardwalmdach, massiver zweigeschossiger Bau mit steilem Mansarddach, Dachhechten und Fledermausgaupen, Granit-Türgewände, Sprossenfenster                                                             | Neschwitz              | Neschwitz            | Weitere Bilder  | 51° 16′ 21″ N, 14° 19′ 46″ O |
| Pfarrhaus Sohland an der Spree                                 | Baugeschichtlich und ortsgeschichtlich von Bedeutung, Granittür- und Fenstergewände | Sohland an der Spree   | Sohland an der Spree | Bild gesucht    | 51° 2′ 44″ N, 14° 25′ 39″ O  |
| Pfarrhaus Laubusch                                             | Einzeldenkmal der Sachgesamtheit Kolonie Laubusch; Backsteinbau mit farblich abgesetzter und reliefierter Gliederung, baugeschichtlich und ortsgeschichtlich von Bedeutung                                                                                     | Lauta                  | Laubusch             |                 | 51° 28′ 22″ N, 14° 8′ 18″ O  |
| Pfarrhaus Königsbrück                                          | Pfarrhaus der katholischen Kreuzerhöhungskirche, 1915 mit Mansarddach und großem Zwerchgiebel erbaut | Königsbrück            | Königsbrück          |                 | 51° 15′ 33″ N, 13° 54′ 5″ O  |
| Pfarrhaus Malschwitz                                           | Putzbauten mit Krüppelwalmdach, baugeschichtlich und ortsgeschichtlich von Bedeutung, beide mit Krüppelwalmdach und Ochsenauge | Malschwitz             | Malschwitz           |                 | 51° 14′ 17″ N, 14° 31′ 7″ O  |
| Pfarrhaus Lauta                                                | Putzbau mit markanten Giebelstellungen und ornamentalen Zierformen, baugeschichtlich und städtebaulich von Bedeutung | Lauta                  | Lauta                |                 | 51° 27′ 58″ N, 14° 6′ 25″ O  |
| Pfarrhaus Medingen                                             | Obergeschoss und Giebel Fachwerk mit Andreaskreuzen, baugeschichtlich, hausgeschichtlich und straßenbildprägend von Bedeutung | Ottendorf-Okrilla      | Medingen             |                 | 51° 11′ 0″ N, 13° 47′ 24″ O  |
| Pfarrhaus Kleinröhrsdorf                                       | Pfarrhaus Obergeschoss Fachwerk verbrettert, Walmdach mit Fledermausgaupen, Sandsteintürgewände, Umbauten im 20. Jahrhundert, z. B. Erdgeschoss-Fenster vergrößert                                                                                             | Großröhrsdorf          | Kleinröhrsdorf       |                 | 51° 7′ 44″ N, 13° 58′ 30″ O  |
| Pfarrhaus Großröhrsdorf                                        | Pfarrhaus Obergeschoss Fachwerk verbrettert, Walmdach mit 14 Fledermausgaupen, Freitreppe, hölzerner Windfang, Seitengebäude massiv, baugeschichtlich, ortsgeschichtlich und ortsbildprägend von Bedeutung. Fenster weitgehend in Originalgröße                | Großröhrsdorf          | Großröhrsdorf        |                 | 51° 8′ 36″ N, 14° 0′ 51″ O   |
| Pfarrhaus Schwarzkollm                                         | Pfarrhaus ein Putzbau mit Fensterverdachungen, im historistischen Stil, baugeschichtlich und ortsgeschichtlich von Bedeutung | Hoyerswerda            | Schwarzkollm         |                 | 51° 26′ 0″ N, 14° 8′ 24″ O   |
| Pfarrhaus Niedergersdorf                                       | Obergeschoss Fachwerk verputzt, Segmentbogenportal, Schlussstein mit Wappen und Datierung, Inschrifttafel an der Einfriedung erinnert an Geburtshaus der Mutter Lessings                                                                                       | Haselbachtal           | Gersdorf             |                 | 51° 13′ 34″ N, 14° 3′ 29″ O  |
| Pfarrhof Schmorkau                                             | Pfarrhaus breit gelagerter Putzbau mit Satteldach und Korbbogenportal, Seitengebäude verputzter Bruchsteinbau mit hohem Satteldach, Taufstein im Hof, Trockenmauer als Einfriedung                                                                             | Neukirch               | Schmorkau            | Bild gesucht    | 51° 17′ 47″ N, 13° 55′ 7″ O  |
| Pfarrhaus, mit Nebengebäude (ehemals Leichenhaus) Pfarrgasse 1 | Sandsteintürgewände mit Schlussstein „No 126/Anno 1800“, zweiläufige Treppe, originale Tür, Obergeschoss und Giebel verschiefert, Fledermausgaupen | Neukirch/Lausitz       | Neukirch             |                 | 51° 5′ 49″ N, 14° 18′ 29″ O  |
| Pfarrhaus Höckendorf                                           | Pfarrhaus Obergeschoss Fachwerk, ehemals verbrettert, baugeschichtlich und ortsgeschichtlich von Bedeutung. Pfarrhaus Obergeschoss Giebel ehemals mit Schiefer verkleidet, Rundbogenportal mit breitem profiliertem Gewände, Gewölbe in der Küche              | Laußnitz               | Höckendorf           | Bild gesucht    | 51° 13′ 25″ N, 13° 54′ 29″ O |
| Pfarrhof Crostwitz                                             | Sehr stattliche Anlage, baugeschichtlich, ortsgeschichtlich und ortsbildprägend von Bedeutung. Pfarrhaus stattliches, zweigeschossiges Gebäude mit Mittelrisalit, Drempel mit Okuli, Geschossteilung durch Gesimse, granitene Fensterbänke und Türeinfassungen | Crostwitz              | Crostwitz            |                 | 51° 14′ 15″ N, 14° 14′ 54″ O |
| Pfarrhof Hochkirch                                             | Pfarrhaus nach der Schlacht bei Hochkirch 1758 barock wieder aufgebaut, Gemeindehaus mit Arkaden, ortsgeschichtlich und baugeschichtlich von Bedeutung | Hochkirch              | Hochkirch            |                 | 51° 8′ 57″ N, 14° 34′ 12″ O  |
| Pfarrhof Ostro                                                 | Baugeschichtlich und ortsgeschichtlich von Bedeutung, Pfarrhaus zweigeschossig, Krüppelwalmdach, Fledermausgaupen, Nebengebäude Obergeschoss Fachwerk verbrettert, Laubengang, Fachwerkscheune                                                                 | Panschwitz-Kuckau      | Ostro                | Bild gesucht    | 51° 13′ 2″ N, 14° 11′ 22″ O  |
| Pfarrhof Pohla                                                 | Verputzte Bruchsteinbauten, in sehr gutem Erhaltungszustand, Pfarrhaus als zweigeschossiger Baukörper mit Satteldach mit Krüppelwalm und mit originaler Haustür, originale Fassadengliederung                                                                  | Demitz-Thumitz         | Pohla                | Bild gesucht    | 51° 9′ 51″ N, 14° 13′ 9″ O   |
| Pfarrhof Trauschwitz                                           | Pfarrhaus zeittypischer Putzbau mit Krüppelwalmdach, baugeschichtlich und ortsgeschichtlich von Bedeutung. Pfarrhaus: zweietagiges Gebäude, Krüppelwalm, einfache Biberschwanzdeckung, Gaupen. Scheune: Krüppelwalm, einfache Biberschwanzdeckung              | Weißenberg             | Nostitz              | Bild gesucht    | 51° 9′ 43″ N, 14° 40′ 23″ O  |
| Pfarrhof Purschwitz                                            | Straßenbildprägend und baugeschichtlich von Bedeutung, Pfarrhaus zweigeschossig, Krüppelwalmdach, Dachpfannen, innen mit Kreuz- und Tonnengewölbe, Ausgedingehaus und Stall zum Teil einfache Biberschwanzdachdeckung, ausgebaute Scheune                      | Kubschütz              | Purschwitz           | Weitere Bilder  | 51° 12′ 11″ N, 14° 31′ 22″ O |
| Pfarrhof Wachau                                                | Pfarrhaus breit gelagerter barocker Putzbau mit Mansardwalmdach, Seitengebäude Obergeschoss Fachwerk, Giebel verbrettert, Toranlage bestehend aus Mittelbogen und seitlichen Leutepforten                                                                      | Wachau                 | Wachau               | Weitere Bilder  | 51° 9′ 27″ N, 13° 54′ 16″ O  |
| Pfarrhof Lomnitz                                               | Pfarrhaus Obergeschoss Fachwerk, Krüppelwalmdach mit Fledermausgaupen, Scheune Bruchstein, Giebel Fachwerk verbrettert, Scheune mit Mansarddach | Wachau                 | Lomnitz              |                 | 51° 11′ 24″ N, 13° 53′ 58″ O |
| Pfarrhof Lauta                                                 | Repräsentativer Backsteinbau mit unterschiedlich farbigen Ziegeln, baugeschichtlich und ortsgeschichtlich von Bedeutung | Lauta                  | Lauta                | Bild gesucht    | 51° 27′ 47″ N, 14° 4′ 15″ O  |
| Pfarrhof Großerkmannsdorf                                      | Pfarrhaus Obergeschoss Fachwerk verbrettert, Scheune verbrettert, baugeschichtlich und ortsgeschichtlich von Bedeutung, verschieferter Giebel, Scheune verbrettert                                                                                             | Radeberg               | Großerkmannsdorf     | Bild gesucht    | 51° 5′ 15″ N, 13° 55′ 26″ O  |
| Pfarrhaus Bischheim                                            | Pfarrhaus Obergeschoss Fachwerk verputzt, Giebel verbrettert, westliche Scheune Putzbau mit Krüppelwalmdach, südliche Scheune Bruchsteinbau mit Lüftungsschlitzen, Giebel verbrettert, Satteldach                                                              | Haselbachtal           | Bischheim            | Weitere Bilder  | 51° 14′ 18″ N, 14° 2′ 16″ O  |
| Pfarrhof Wallroda                                              | Pfarrhaus Obergeschoss Fachwerk, beide Scheunen Obergeschoss Fachwerk verbrettert, baugeschichtlich und ortsgeschichtlich von Bedeutung | Arnsdorf               | Wallroda             | Weitere Bilder  | 51° 6′ 47″ N, 13° 57′ 18″ O  |
| Pfarrhaus Bischofswerda                                        | Einzeldenkmal der Sachgesamtheit Stadtbefestigung (siehe auch Sachgesamtheitsdokument Obj. 09301453); ortsgeschichtlich und städtebaulich von Bedeutung | Bischofswerda          | Bischofswerda        |                 | 51° 7′ 40″ N, 14° 10′ 54″ O  |
| Pfarrhaus Oberkotitz                                           | Pfarrhaus Putzbau mit Krüppelwalmdach, Seitengebäude Bruchstein verputzt, Ladeluke, Krüppelwalmdach, baugeschichtlich und ortsgeschichtlich von Bedeutung, zweigeschossiges Pfarrhaus, mit einfacher Fassadengliederung, Krüppelwalmdach                       | Weißenberg             | Oberkotitz           | Bild gesucht    | 51° 11′ 6″ N, 14° 37′ 19″ O  |

## Friedhöfe und Grabmale
| Artikel                      | Beschreibung                                                                      | Gemeinde    | Ort         | Bild           | Koordinaten                      |
| ---------------------------- | --------------------------------------------------------------------------------- | ----------- | ----------- | -------------- | -------------------------------- |
| Jüdischer Friedhof           | Um 1900 angelegt, 22 Grabsteine erhalten                                          | Bautzen     | Bautzen     | weitere Bilder | 51° 11′ 33,1″ N, 14° 27′ 8,1″ O  |
| Mönch                        | Grabmal für den Ratsherrn Hans Wagner († 1504), urspr. in der Annenkirche Kamenz  | Kamenz      | Kamenz      |                | 51° 16′ 10,9″ N, 14° 5′ 44,9″ O  |
| Hospitalfriedhof Königsbrück | Friedhofskapelle von Oskar Menzel 1906, mehrere historisch bedeutsame Grufthäuser | Königsbrück | Königsbrück | weitere Bilder | 51° 15′ 48,7″ N, 13° 54′ 22,9″ O |

∑ 276 Einträge